# Matematica e architettura

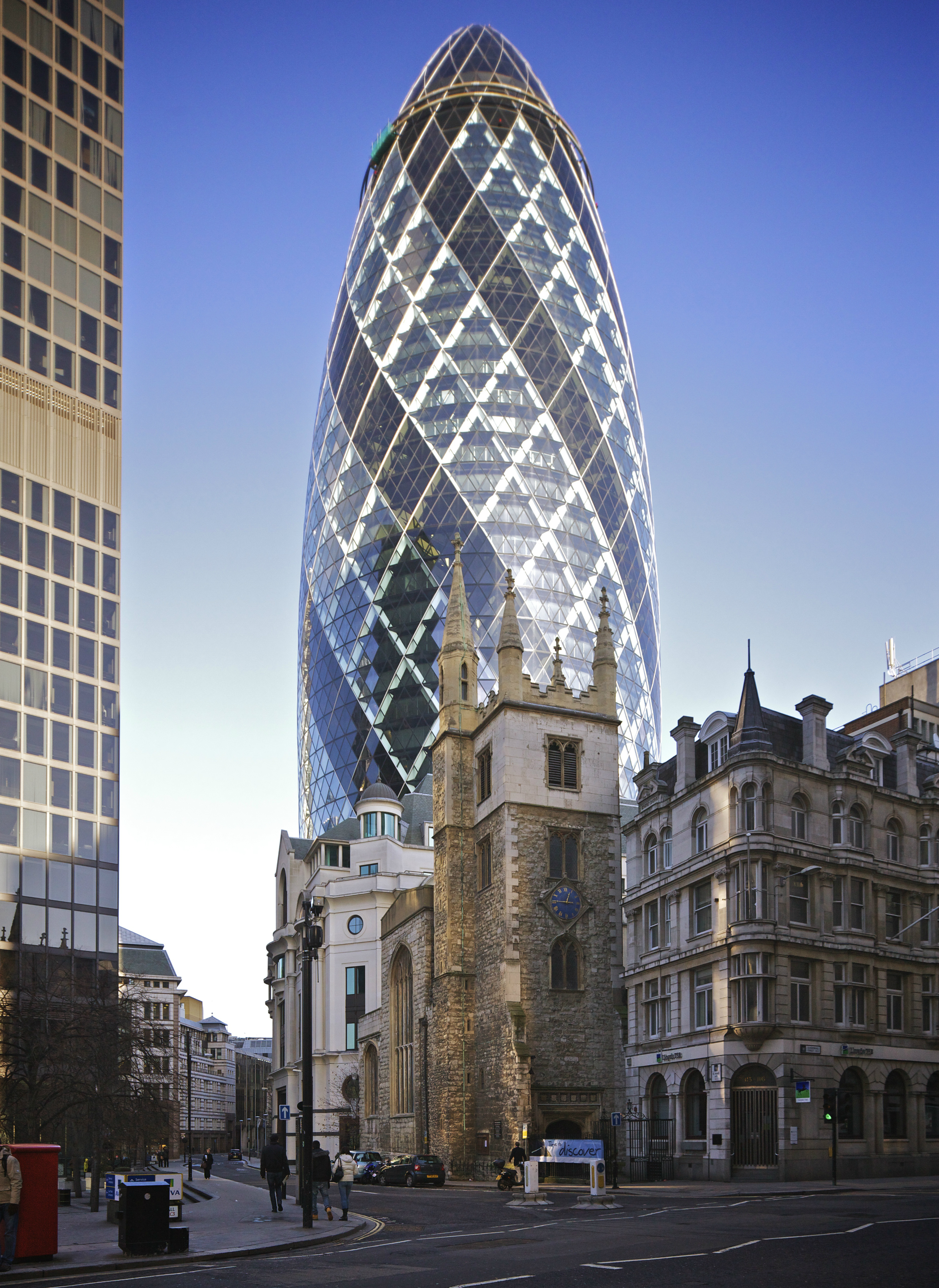
"The Gherkin", 30 St Mary Axe, Londra, completato nel 2003, è un solido di rotazione progettato parametricamente.

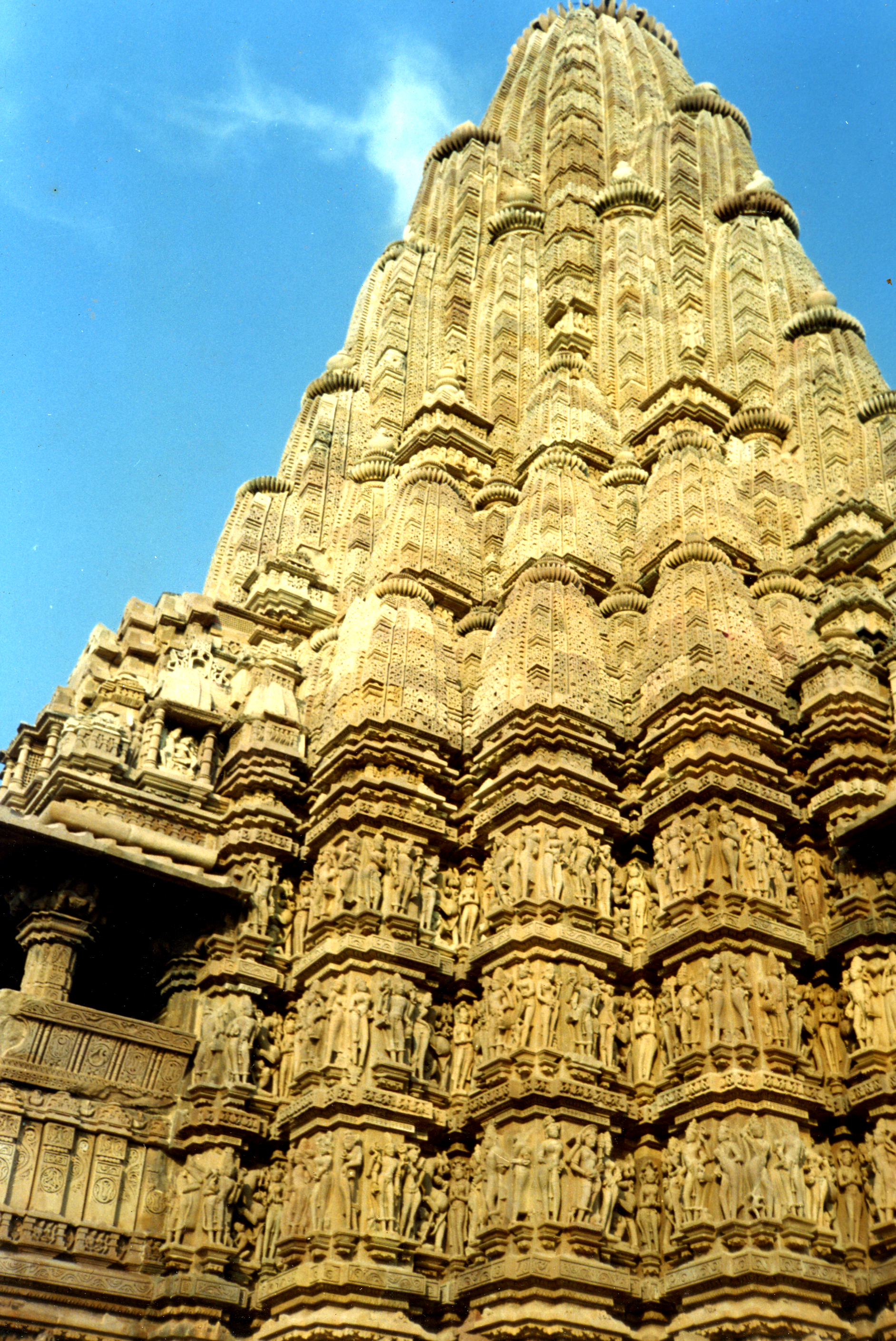
Il Tempio Kaṇḍāriyā Mahādeva (1030 circa), Khajuraho, India, è un esempio di architettura religiosa con una struttura simile a un frattale che ha molte parti che assomigliano al tutto.

Matematica e architettura sono correlate, poiché, come con altre arti, gli architetti usano la matematica per diverse ragioni. Oltre alla matematica necessaria per la progettazione di edifici, gli architetti usano la geometria per definire la forma spaziale di un edificio, dai Pitagorici del VI secolo a.C. in poi, per creare forme considerate armoniose, e quindi per disporre gli edifici e l'ambiente circostante secondo principi matematici, estetici e talvolta religiosi, per decorare edifici con oggetti matematici come tassellatura e per raggiungere obiettivi ambientali, come ridurre al minimo la velocità del vento attorno alle basi di edifici molto alti. 
Nell'antico Egitto, nell'antica Grecia, in India e nel mondo islamico, furono costruiti edifici come piramidi, templi, moschee, palazzi e mausolei con proporzioni specifiche per motivi religiosi. Nell'architettura islamica, forme geometriche e motivi geometrici nella piastrellatura sono utilizzati per decorare edifici, sia all'interno che all'esterno. Alcuni templi indù hanno una struttura simile a un frattale in cui le parti assomigliano al tutto, trasmettendo un messaggio sull'infinito nella cosmologia indù. Nell'architettura cinese, i tulou della provincia del Fujian sono strutture difensive circolari e molto comuni. Nel XXI secolo, gli ornamenti matematici vengono nuovamente utilizzati per coprire edifici pubblici. 
Nell'architettura rinascimentale, la simmetria e la proporzione sono state deliberatamente enfatizzate da architetti come Leon Battista Alberti, Sebastiano Serlio e Andrea Palladio, influenzati dal De architectura di Vitruvio dell'antica Roma e dall'aritmetica dei Pitagorici dell'antica Grecia. Alla fine del XIX secolo, Vladimir Shukhov in Russia e Antoni Gaudí a Barcellona furono i pionieri nell'uso delle strutture iperboloidi. Nella Sagrada Família, Gaudí incorporava anche paraboloidi iperbolici, tassellazioni, archi catenari, catenoidi, elicoidi e superfici rigate. Nel XX secolo, stili come l'architettura moderna e il decostruttivismo hanno esplorato diverse geometrie per ottenere gli effetti desiderati. Superfici minime sono state sfruttate in coperture simili a tende come all'Aeroporto Internazionale di Denver, mentre Richard Buckminster Fuller ha aperto la strada all'uso delle forti strutture a guscio sottile note come cupole geodetiche. 

## Campi collegati

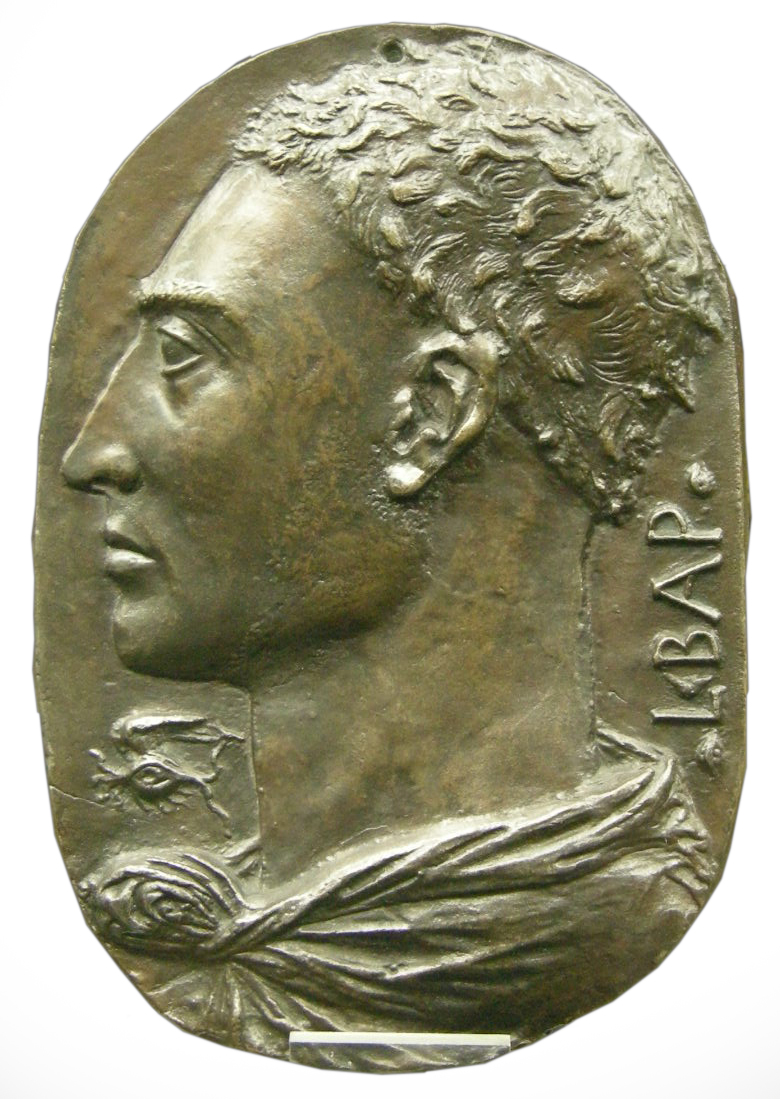
Nel Rinascimento, un architetto come Leon Battista Alberti avrebbe dovuto essere esperto in molte discipline, tra cui l'aritmetica e la geometria.

Gli architetti Michael Ostwald e Kim Williams, considerando i rapporti tra architettura e matematica, hanno notato che i due campi, come comunemente intesi, potrebbero sembrare collegati solo debolmente, poiché l'architettura è una professione che si occupa della questione pratica della costruzione di edifici, mentre la matematica è puro studio dei numeri e di altri oggetti astratti. Ma, hanno sostenuto, sono fortemente collegate e lo sono state fin dall'antichità classica. Nell'antica Roma, Vitruvio descriveva un architetto come un uomo che conosceva abbastanza una gamma di altre discipline, in primo luogo la geometria, per consentirgli di supervisionare abili artigiani in tutte le altre aree necessarie, come muratori e carpentieri. Lo stesso dicasi nel Medioevo, dove i laureati imparavano l'aritmetica, la geometria e l'estetica accanto al programma di base di grammatica, logica e retorica (il trivio) in eleganti sale realizzate da maestri costruttori che avevano guidato molti artigiani. A un capomastro ai vertici della sua professione era assegnato il titolo di architetto o ingegnere. Nel Rinascimento, il quadrivio, di aritmetica, geometria, musica e astronomia, divenne un programma extra atteso dall'uomo universale come Leon Battista Alberti. Allo stesso modo in Inghilterra, Sir Christopher Wren, oggi noto come architetto, fu inizialmente un noto astronomo.
Williams e Ostwald, analizzando ulteriormente l'interazione tra matematica e architettura, dal 1500, secondo l'approccio del sociologo tedesco Theodor Adorno, identificarono tre tendenze tra gli architetti, vale a dire: essere rivoluzionari, introdurre idee completamente nuove e reazionarie, non riuscendo a introdurre il cambiamento o revivalisti, in realtà andando indietro nel tempo. Sostennero che gli architetti hanno evitato di guardare alla matematica come fonte di ispirazione nei tempi del risveglio. Ciò spiegherebbe perché nei periodi revivalisti, come il revival gotico nell'Inghilterra del XIX secolo, l'architettura avesse scarse connessioni con la matematica. Allo stesso modo notarono che, in tempi reazionari come il manierismo italiano, tra il 1520 e il 1580 circa, o i movimenti barocco e palladiano, del XVII secolo, la matematica era a malapena consultata. Al contrario, i movimenti rivoluzionari dell'inizio del XX secolo, come il futurismo e il costruttivismo, respinsero attivamente vecchie idee, abbracciando la matematica e portando all'architettura modernista. Verso la fine del XX secolo, anche la geometria frattale fu rapidamente conquistata dagli architetti, così come la piastrellatura aperiodica, per fornire interessanti e attraenti coperture per gli edifici.
Gli architetti usano la matematica per diversi motivi, tralasciando l'uso necessario della stessa nell'ingegneria degli edifici. In primo luogo, usano la geometria perché definisce la forma spaziale di un edificio. In secondo luogo per progettare forme che sono considerate belle o armoniose. Dal tempo dei Pitagorici con la loro filosofia religiosa del numero, architetti nell'antica Grecia, nell'antica Roma, nel mondo islamico e nel Rinascimento italiano hanno scelto le proporzioni dell'ambiente costruito - edifici e dintorni progettati - secondo la matematica, principi estetici e talvolta religiosi. In terzo luogo, possono usare oggetti matematici come tassellatura per decorare gli edifici. In quarto luogo, possono utilizzare la matematica sotto forma di modellistica computerizzata per raggiungere obiettivi ambientali, in modo da ridurre al minimo le correnti d'aria vorticose alla base di edifici molto alti.

## Estetica profana

### Antica Roma

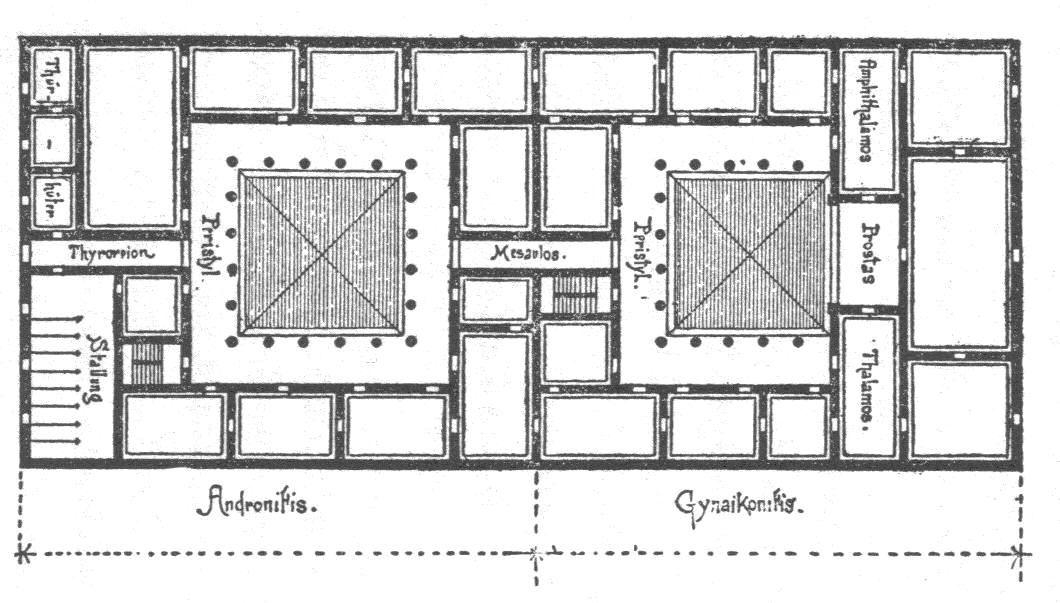
Pianta di una casa greca di Vitruvio

#### Vitruvio

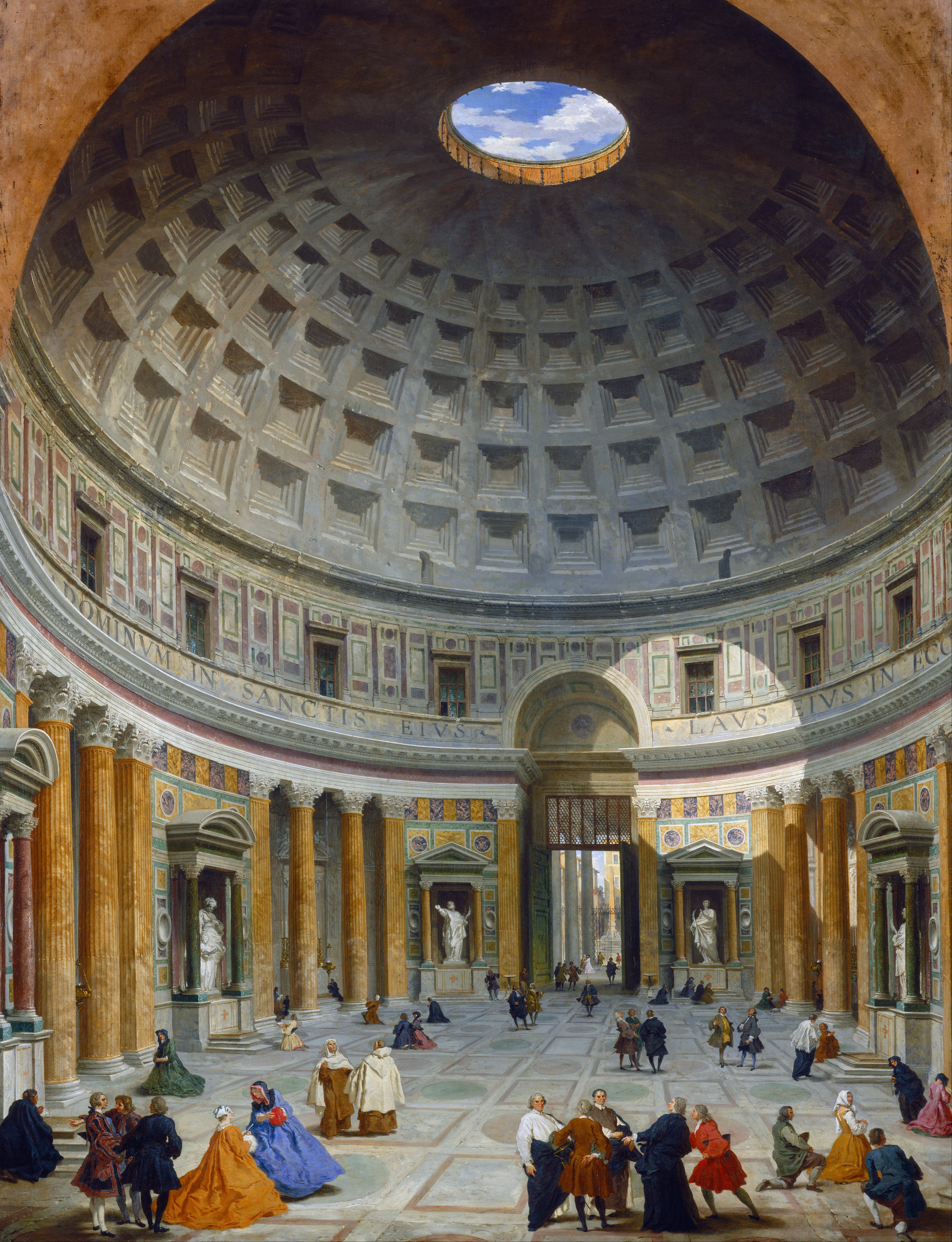
L'interno del Pantheon di Giovanni Paolo Pannini, 1758

L'influente architetto romano Vitruvio sostenne che la progettazione di un edificio, come quella di un tempio, dipende da due qualità, proporzione e simmetria. La proporzione garantisce che ogni parte di un edificio sia collegata armoniosamente a ogni altra. La simmetria, nell'uso di Vitruvio, significa qualcosa di più vicino al termine inglese modularità rispetto alla simmetria a specchio, poiché si riferisce ancora all'assemblaggio di parti (modulari) nell'intero edificio. Nella sua Basilica di Fano, usa rapporti di piccoli numeri interi, in particolare i numeri triangolari (1, 3, 6, 10,   ...) per proporzionare la struttura in moduli (vitruviani). Pertanto la larghezza della Basilica rispetto alla lunghezza è 1:2; la navata laterale è alta quanto larga, 1:1; le colonne hanno un diametro di 1,5 metri e un'altezza di 15, rapporto 1:10.

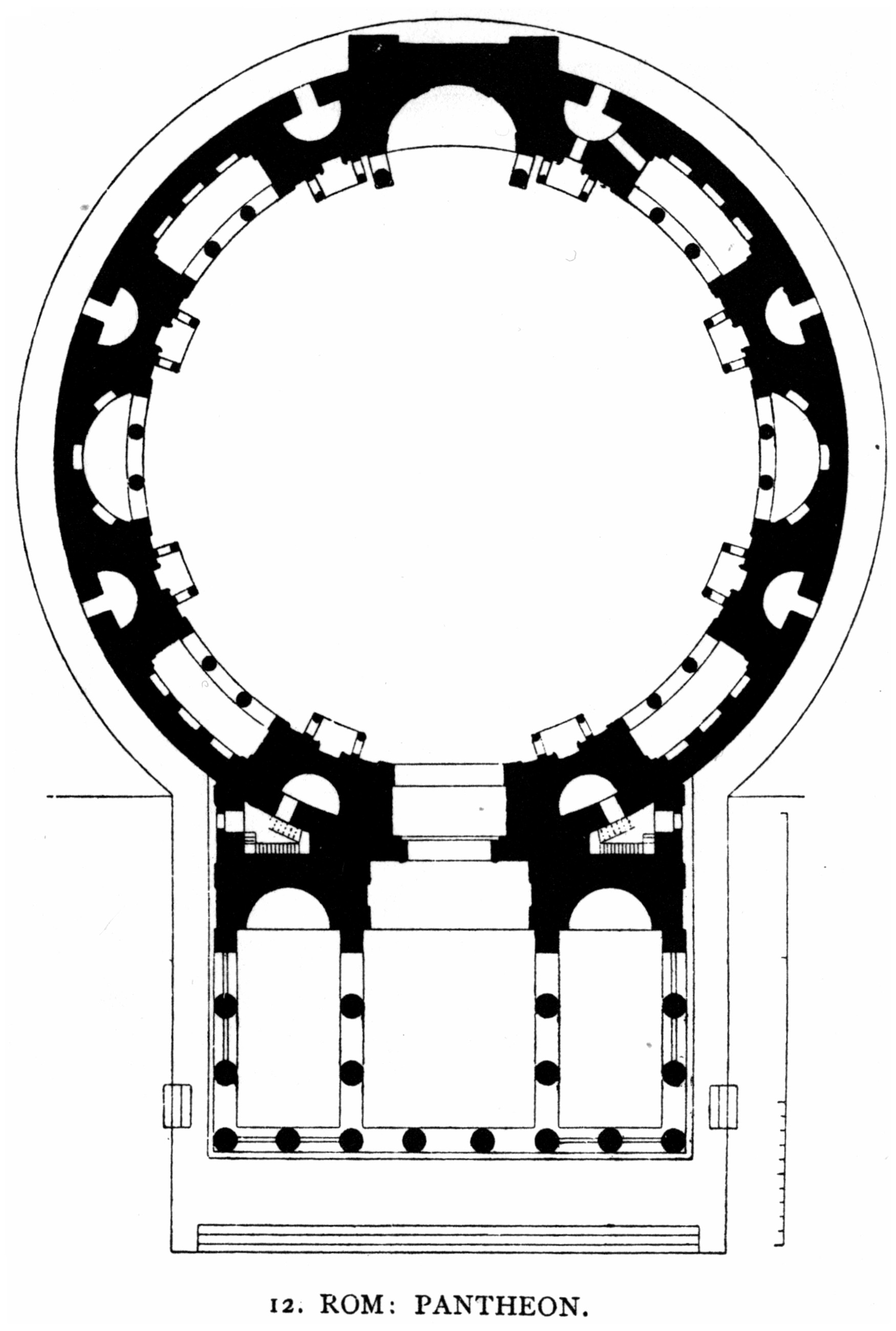
Pianta del Pantheon

Vitruvio nominò tre qualità richieste per l'architettura nel suo De architectura, c. 15 a.C.: stabilità, utilità (o "merce" nell'inglese di Henry Wotton del XVI secolo) e delizia. Queste possono essere usate come categorie per classificare i modi in cui la matematica è usata in architettura. La stabilità prevede l'uso della matematica per garantire che un edificio si elevi, quindi gli strumenti matematici utilizzati nella progettazione e per supportarne la costruzione, ad esempio per garantire stabilità e modellare le strutture. L'utilità deriva in parte dall'efficace applicazione della matematica, dal ragionamento e dall'analisi delle relazioni spaziali e di altro tipo in un progetto. La delizia è un attributo dell'edificio risultante, derivante dall'incarnazione delle relazioni matematiche nella progettazione; comprende qualità estetiche, sensoriali e intellettuali.

#### Il Pantheon
Il Pantheon di Roma è sopravvissuto intatto, illustrando la struttura romana classica, la proporzione e la decorazione. La struttura principale è una cupola, con la sommità lasciata aperta come un oculo circolare per far entrare la luce; ha una facciata con un breve colonnato e frontone triangolare. L'altezza dell'oculo e il diametro della pianta interna sono uguali, 43,3 metri, quindi l'intero interno si adatterebbe esattamente all'interno di un cubo e potrebbe ospitare una sfera dello stesso diametro. Queste dimensioni hanno più senso quando espresse in antiche unità di misura romane: la cupola si estende su 150 piedi romani; l'oculo ha un diametro di 30 piedi romani e la porta d'ingresso è alta 40 piedi romani. Il Pantheon rimane la più grande cupola del mondo in cemento non armato.

### Rinascimento

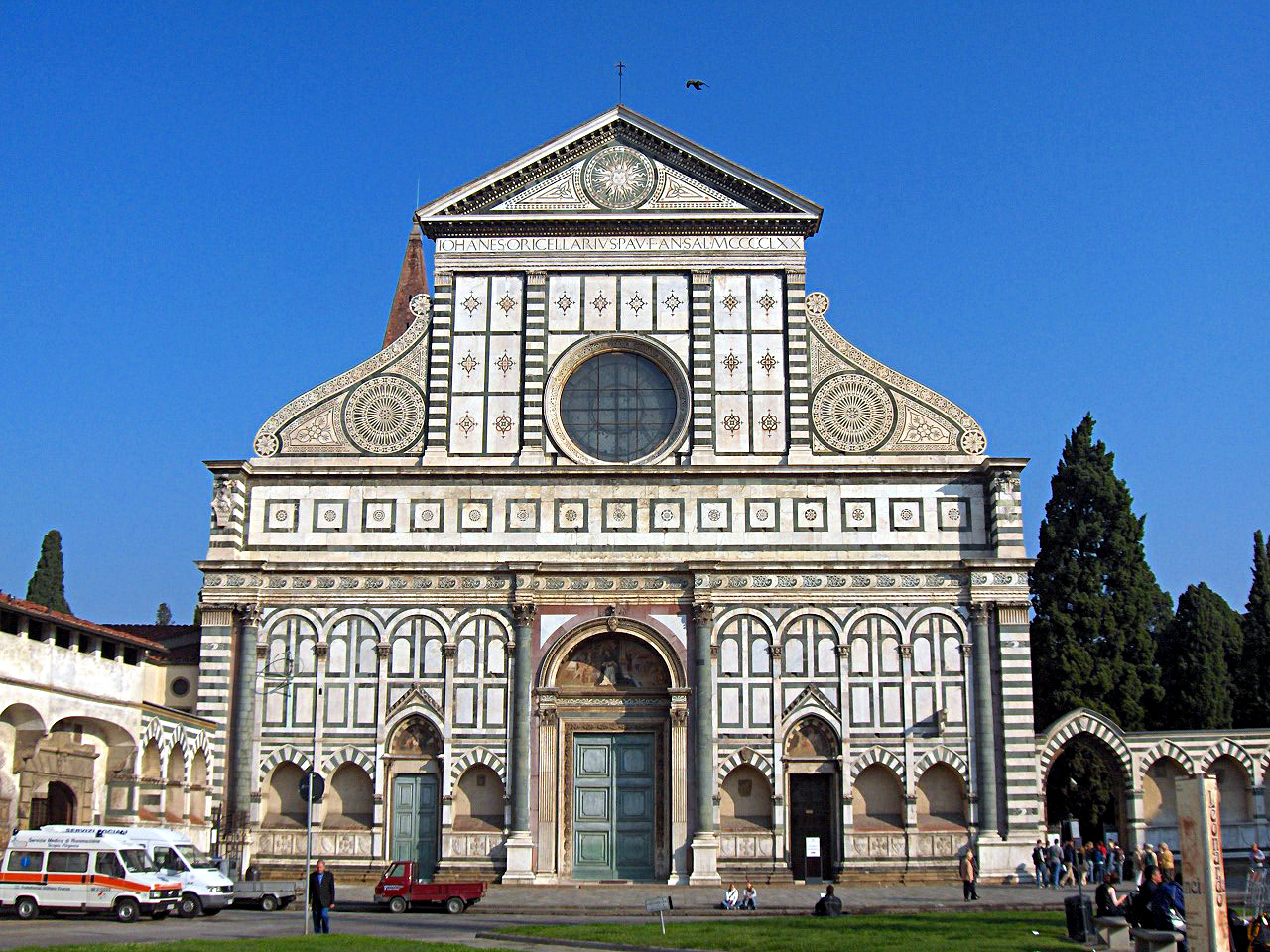
Facciata di Santa Maria Novella, Firenze, 1470. Il fregio con quadrati è di Leon Battista Alberti.

Il primo trattato rinascimentale sull'architettura fu il De re aedificatoria (sull'arte della costruzione) di Leon Battista Alberti del 1450 e divenne il primo libro stampato sull'architettura nel 1485. Si basava in parte sul De architectureura di Vitruvio e, tramite Nicomaco, sull'aritmetica di Pitagora. Alberti inizia con un cubo e ne ricava rapporti. Quindi la diagonale di una faccia dà il rapporto 1:{\displaystyle {\sqrt {2}}}, mentre il diametro della sfera che circoscrive il cubo dà 1:{\displaystyle {\sqrt {3}}}. Alberti ha anche documentato la scoperta di Filippo Brunelleschi della prospettiva lineare, sviluppata per consentire la progettazione di edifici che apparirebbero magnificamente proporzionati se visti da una distanza conveniente.

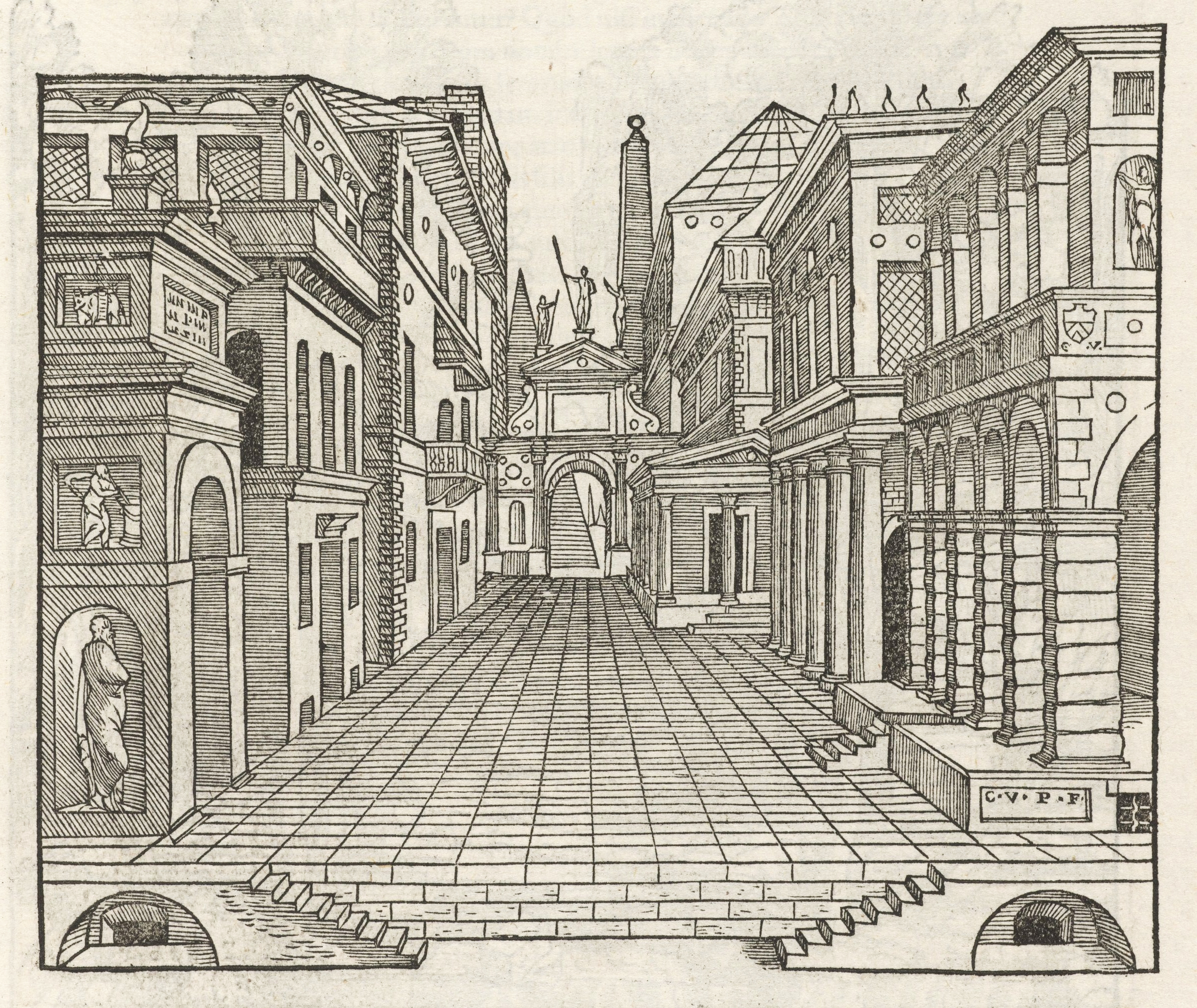
Prospettiva architettonica di un palcoscenico allestito da Sebastiano Serlio, 1569

Il successivo testo importante fu Regole generali d'architettura di Sebastiano Serlio. Il primo volume apparve a Venezia nel 1537 e il secondo, del 1545, trattava di geometria e prospettiva. Due dei metodi di Serlio per costruire prospettive erano errati, ma ciò non impedì che la sua opera fosse ampiamente utilizzata.

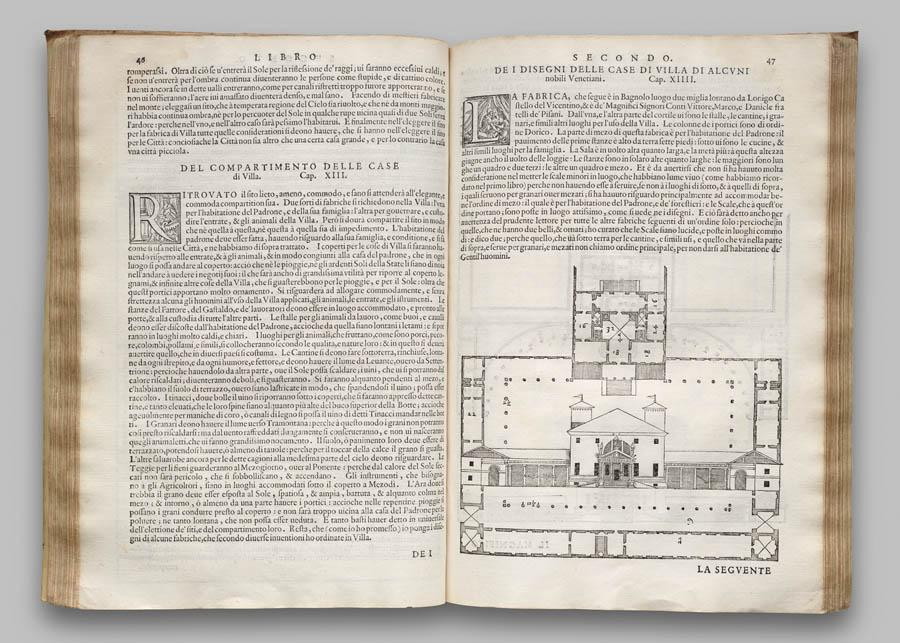
Progetto di Andrea Palladio e prospetto di Villa Pisani

Nel 1570, Andrea Palladio pubblicò, a Venezia, l'influente I quattro libri dell'architettura. Questo libro ampiamente stampato fu in gran parte motivo della diffusione delle idee del Rinascimento italiano in tutta Europa, assistito da sostenitori come il diplomatico inglese Henry Wotton con il suo The Elements of Architecture del 1624. Le proporzioni di ogni stanza all'interno della villa erano calcolate su semplici rapporti matematici come 3:4 e 4:5, e le diverse stanze all'interno della casa correlate da questi rapporti. Precedenti architetti avevano usato queste formule per bilanciare un'unica facciata simmetrica; tuttavia, i disegni di Palladio riguardavano l'intera villa, generalmente quadrata. Palladio consentì una serie di rapporti nei Quattro libri, affermando:
Nel 1615, Vincenzo Scamozzi pubblicò il trattato del tardo Rinascimento L'idea dell'architettura universale. Tentò di mettere in relazione la progettazione di città ed edifici con le idee di Vitruvio e dei Pitagorici e con quelle più recenti di Palladio.

### XIX secolo

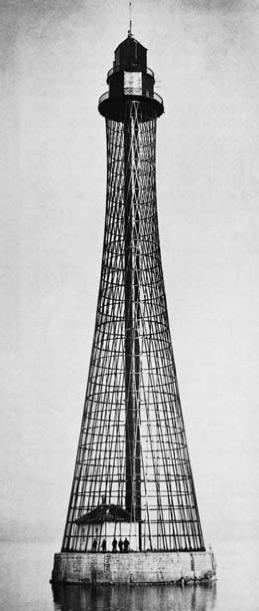
Faro reticolare iperboloide di Vladimir Shukhov, Ucraina, 1911

Le strutture iperboloidi furono utilizzate a partire dalla fine del XIX secolo da Vladimir Shukhov per alberi di imbarcazioni, fari e torri di raffreddamento. La loro forma sorprendente è sia esteticamente interessante che forte, utilizzando materiali strutturali economici. La prima torre iperboloidale di Shukhov fu esposta a Nizhny Novgorod nel 1896.

### XX secolo

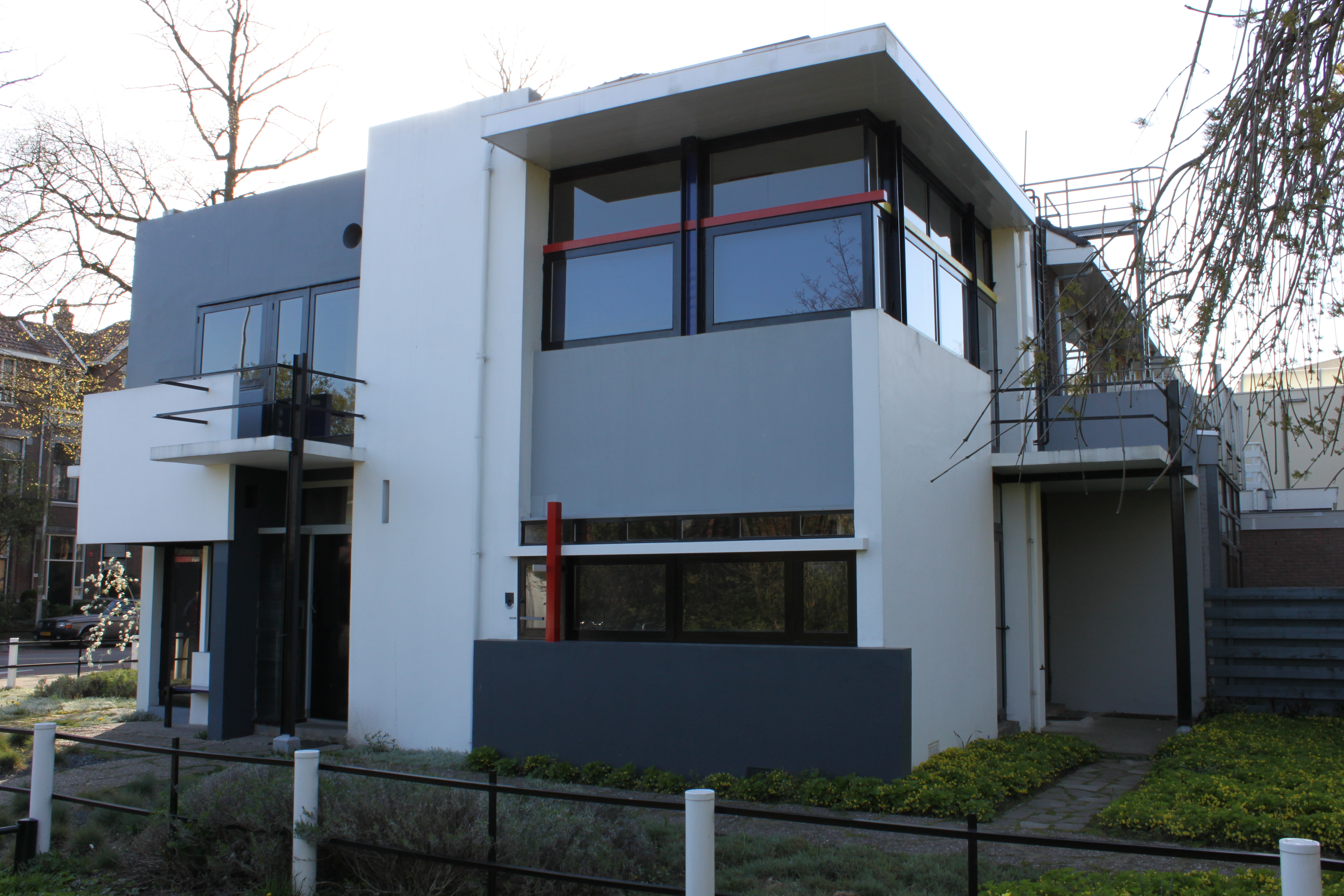
I piani scorrevoli e intersecanti di De Stijl: la Casa Rietveld Schröder, 1924

Il movimento dei primi anni del XX secolo, l'architettura moderna, introdotta per la prima volta dal costruttivismo russo, usava la geometria euclidea rettilinea (detta anche cartesiana). Nel movimento De Stijl, l'orizzontale e il verticale erano visti come costituenti l'universale. La forma architettonica consiste nel mettere insieme queste due tendenze direzionali, usando piani del tetto, piani di pareti e balconi, che scivolano o si intersecano, come nella Casa Rietveld Schröder del 1924 di Gerrit Rietveld.

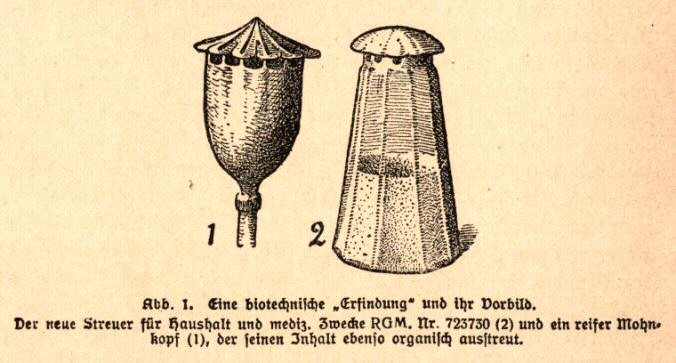
Raoul Heinrich Francé, papavero e porta pepe da tavola (biomimetica) da Die Pflanze als Erfinder, 1920

Gli architetti modernisti erano liberi di usare sia le curve che i piani. La stazione di Arnos, del 1933, progettata da Charles Holden, ha una biglietteria circolare in mattoni con un tetto piano in cemento.  Nel 1938, il pittore Bauhaus, Laszlo Moholy-Nagy, adottò i sette elementi biotecnologici di Raoul Heinrich Francé, vale a dire il cristallo, la sfera, il cono, il piano, la striscia (cuboidale), l'asta (cilindrica) e la spirale, come i presunti elementi di base dell'architettura ispirati alla natura.
Le Corbusier propose una scala antropometrica di proporzioni in architettura, il Modulor, basata sulla presunta altezza di un uomo. La Cappella di Notre-Dame du Haut, del 1955, di Le Corbusier utilizza curve a forma libera non descrivibili con formule matematiche. Si dice che le forme siano evocative di forme naturali come la prua di una nave o le mani in preghiera. Il disegno è solo su larga scala: non esiste una gerarchia di dettagli su scale più piccole e quindi nessuna dimensione frattale; lo stesso vale per altri famosi edifici del XX secolo come il Teatro dell'Opera di Sydney, l'Aeroporto Internazionale di Denver e il Guggenheim Museum di Bilbao.
L'architettura contemporanea, secondo i 90 principali architetti che hanno risposto a un referendum sull'architettura, nel 2010, è estremamente diversificata; il miglior progetto è stato giudicato il Museo Guggenheim di Frank Gehry a Bilbao.

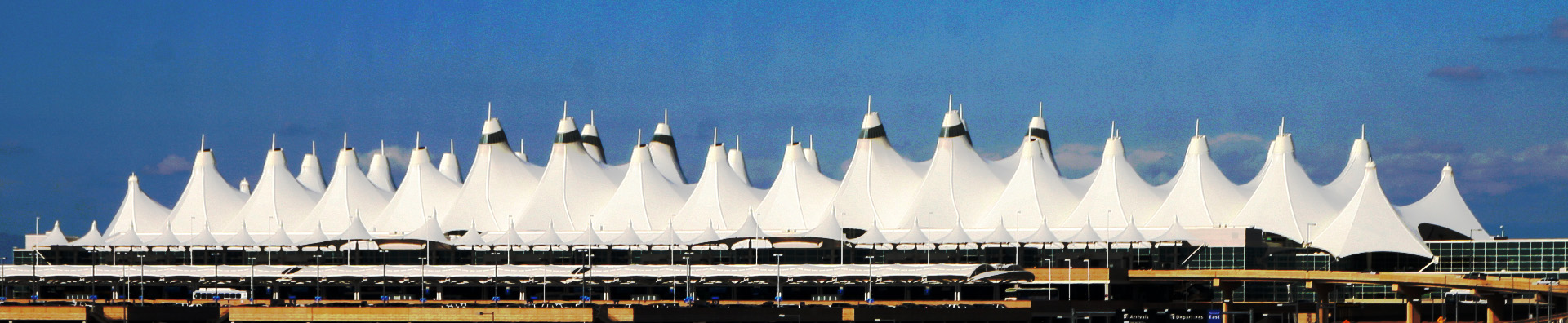
Le superfici minime del tetto in tessuto dell'aeroporto internazionale di Denver, completato nel 1995, evocano le montagne innevate del Colorado e le tende tepee dei nativi americani.

L'edificio del terminal dell'aeroporto Internazionale di Denver, completato nel 1995, ha un tetto in tessuto supportato, come una superficie minima (ovvero, la sua curvatura media è zero) da cavi d'acciaio. Evoca le montagne innevate del Colorado e le tende tepee dei nativi americani.
L'architetto Richard Buckminster Fuller è famoso per la progettazione di forti strutture a guscio sottile note come cupole geodetiche. La cupola del Montrosal Biosphère è alta 61 metri e il suo diametro è di 76 metri.
Il Teatro dell'Opera di Sydney ha un tetto costituito da alte volte bianche, che ricordano le vele di una nave; per consentire di costruirle utilizzando componenti standardizzati, le volte sono tutte composte da sezioni triangolari di gusci sferici con lo stesso raggio. Questi hanno la curvatura uniforme richiesta in ogni direzione.
Il decostruttivismo  della fine del XX secolo crea deliberatamente disordine con ciò che Nikos Salingaros, in A Theory of Architecture, chiama forme casuali di elevata complessità usando pareti non parallele, griglie sovrapposte e complesse superfici 2D, come negli edifici di Frank Gehry, Disney Concert Hall e Guggenheim Museum, Bilbao. Fino al XX secolo, gli studenti di architettura erano obbligati a solide basi di matematica. Salingaros sostiene che prima il modernismo "eccessivamente semplicistico e guidato politicamente" e poi il decostruttivismo "anti-scientifico" hanno effettivamente separato l'architettura dalla matematica. Crede che questa "inversione di valori matematici" sia dannosa, in quanto l'"estetica pervasiva" dell'architettura non matematica addestra le persone "a rifiutare le informazioni matematiche nell'ambiente costruito", sostenendo che ciò ha effetti negativi sulla società.

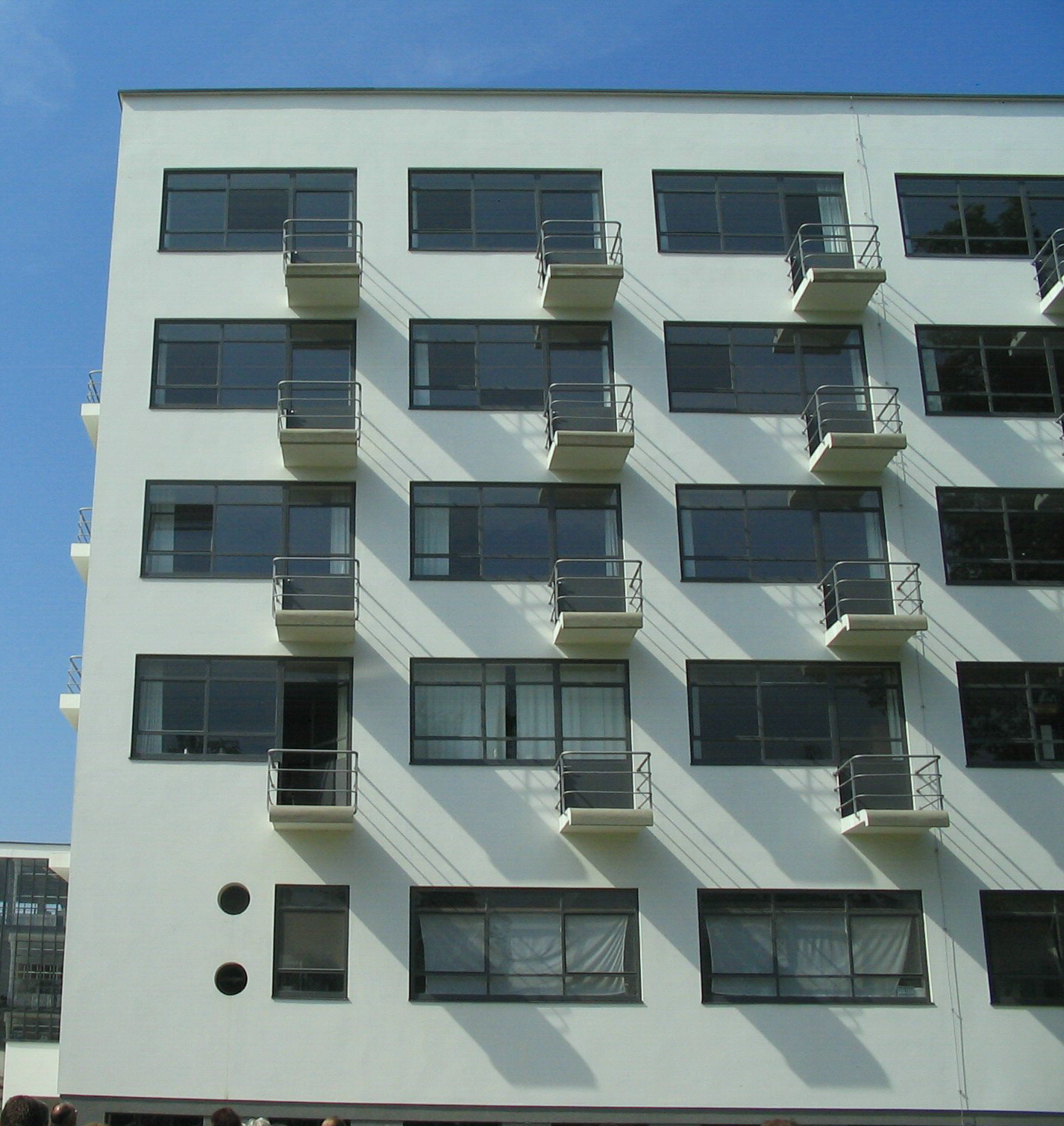
Nuova obiettività: Bauhaus di Walter Gropius, Dessau, 1925
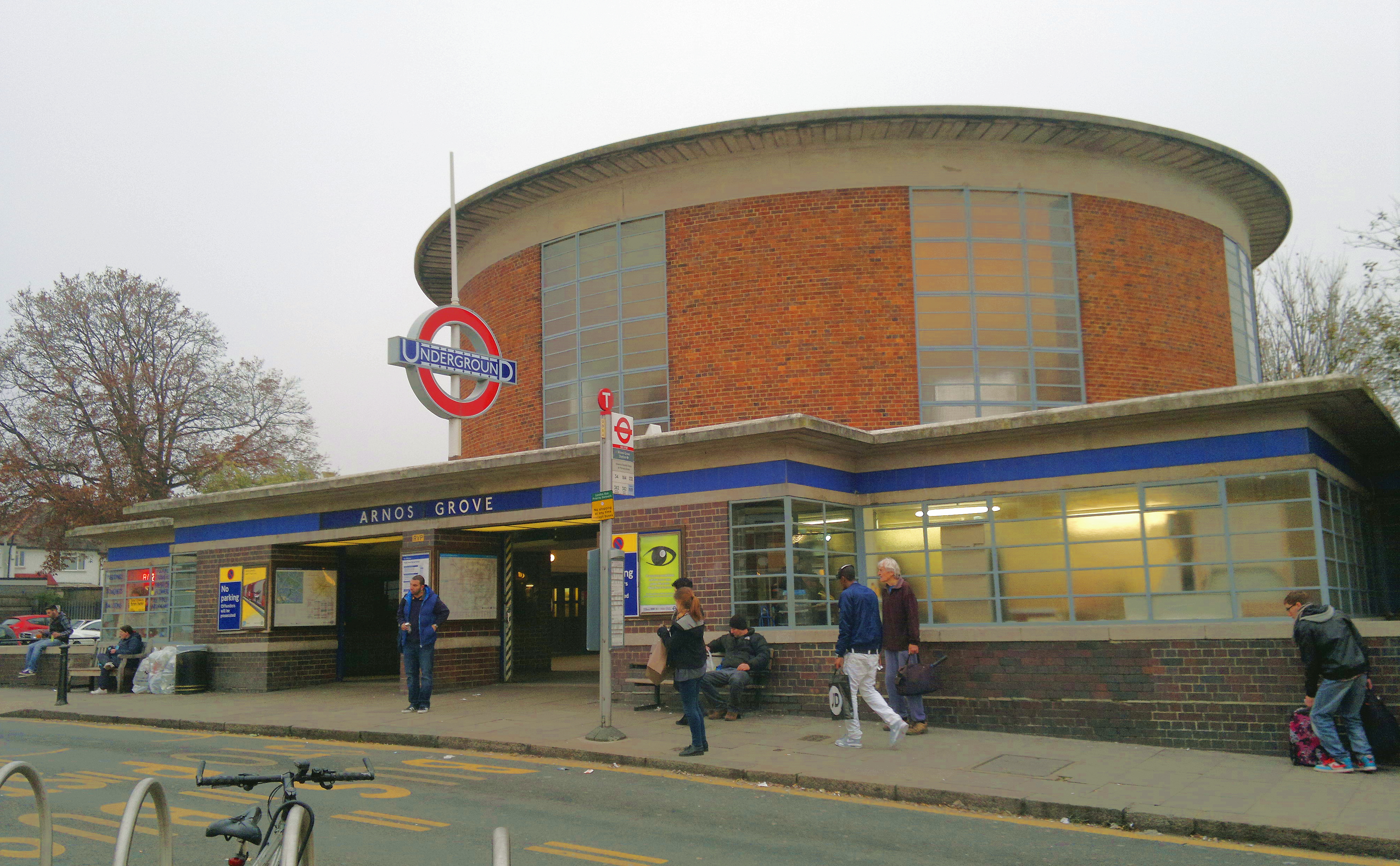
Cilindro: stazione della metropolitana Arnos Grove di Charles Holden, 1933
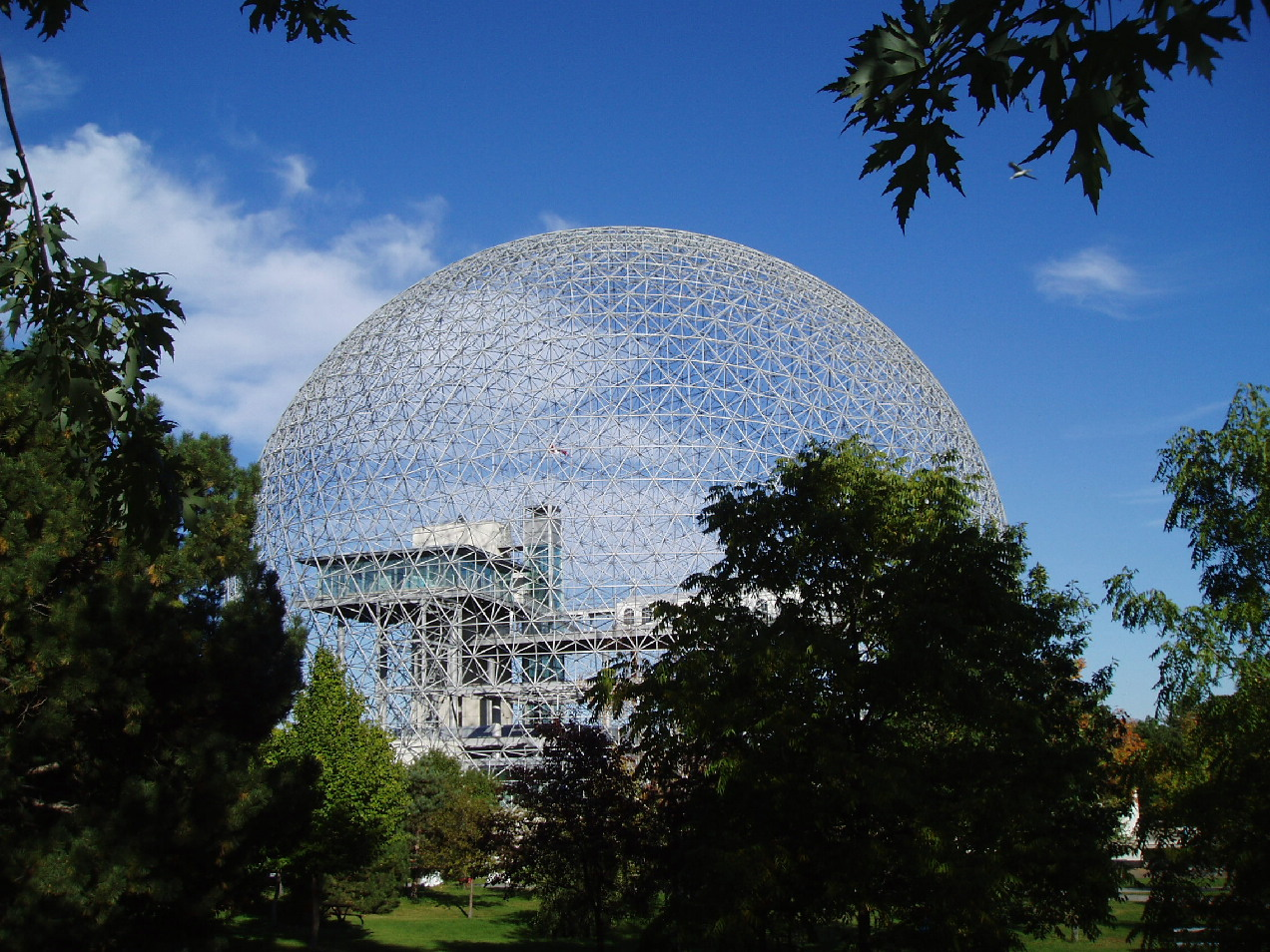
Cupola geodetica: Montréal Biosphère di Richard Buckminster Fuller, 1967
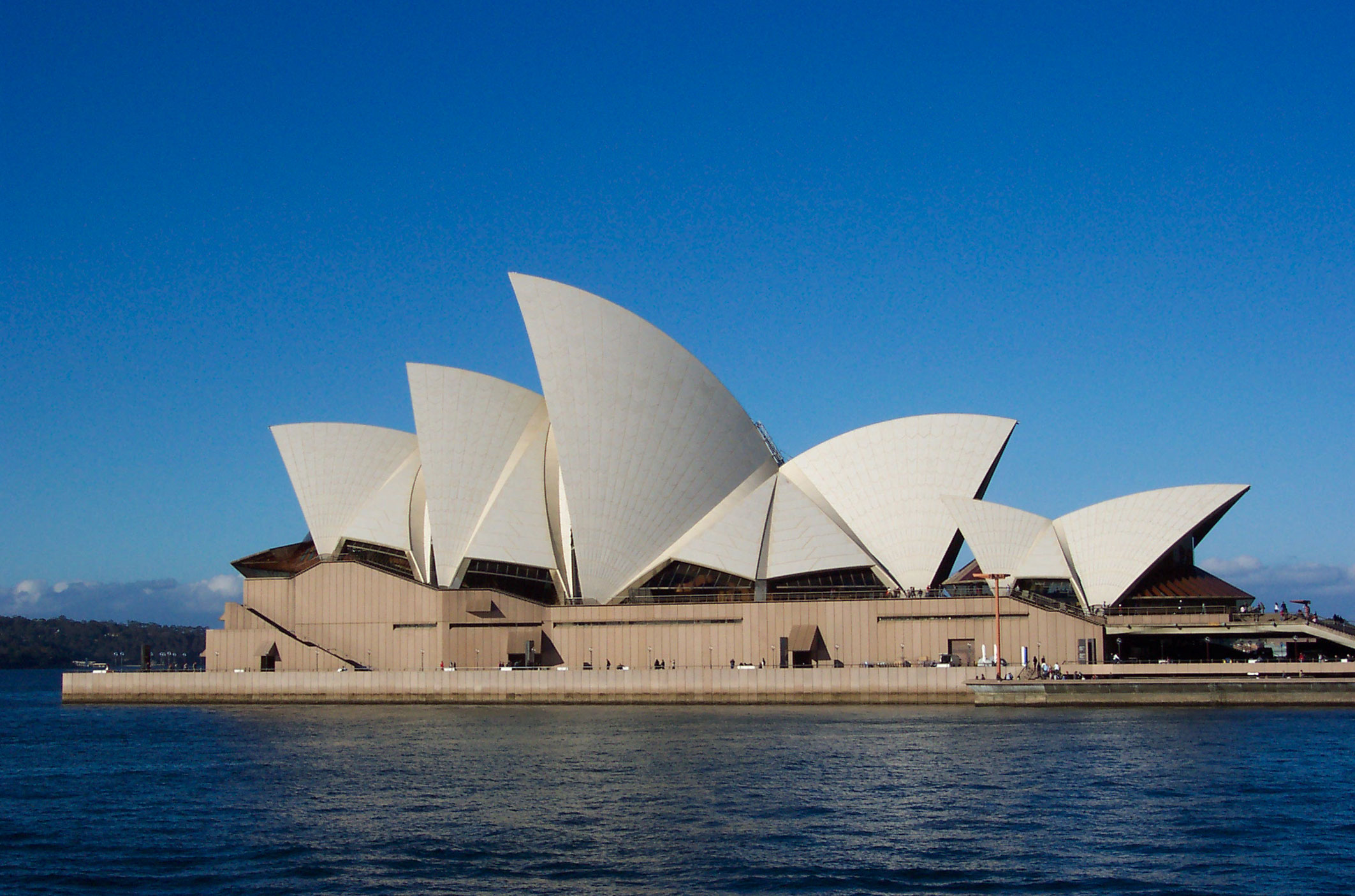
Curvatura uniforme: Teatro dell'Opera di Sydney, 1973
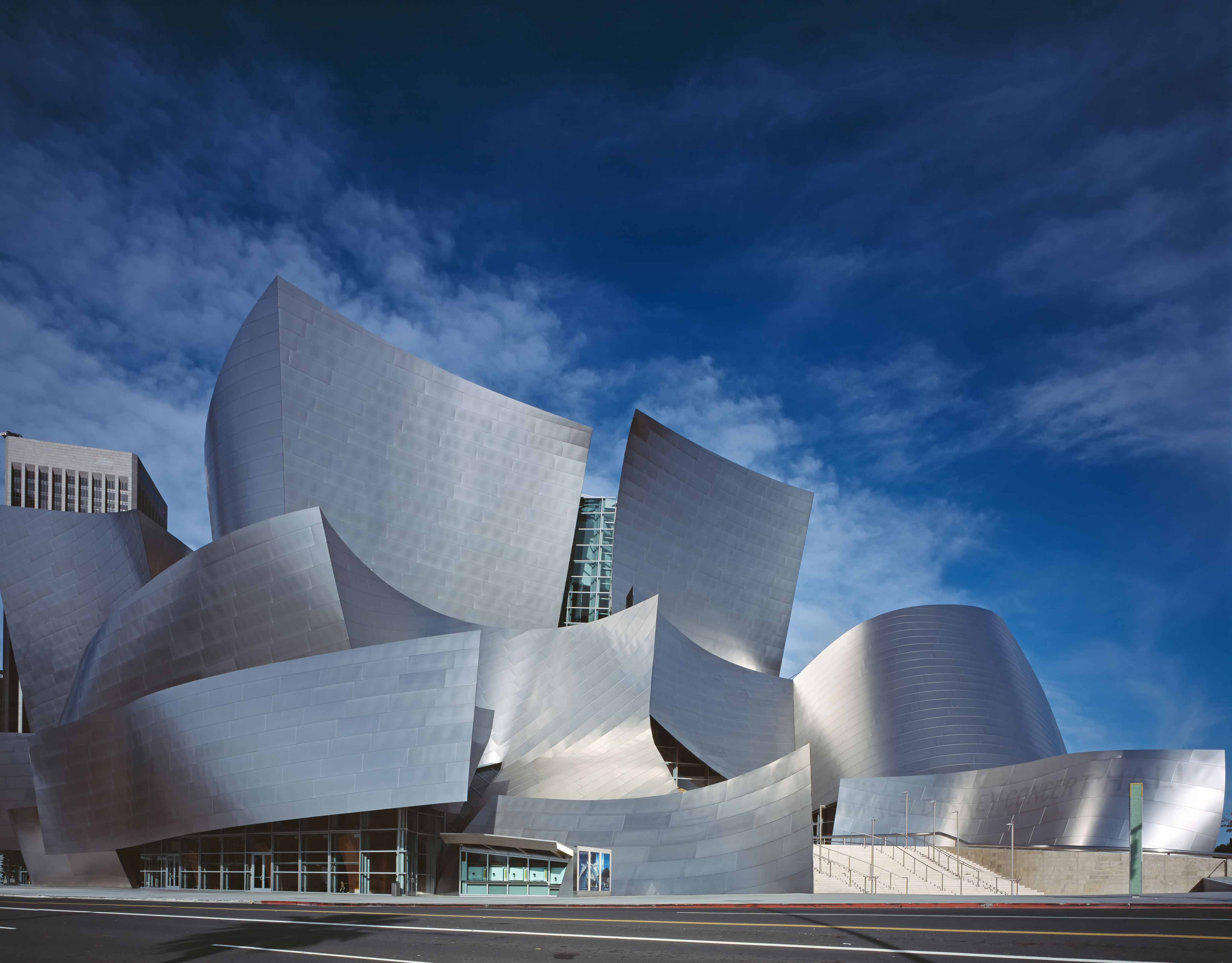
Decostruttivismo : Walt Disney Concert Hall, Los Angeles, 2003

## Principi religiosi

### Antico Egitto

Base: ipotenusa (b:a) i rapporti per piramidi come la Grande Piramide di Giza potrebbero essere: 1:φ (triangolo di Keplero), 3:5 (triangolo 3: 4: 5) o 1:4/π

Le piramidi dell'antico Egitto sono tombe costruite con proporzioni matematiche, ma si è discusso quali fossero e se fosse stato usato il teorema di Pitagora. Il rapporto tra altezza inclinata e metà della lunghezza della base della Grande Piramide di Giza è inferiore dell'1% rispetto alla sezione aurea. Se questo fosse il metodo di progettazione, implicherebbe l'uso del triangolo di Keplero (angolo facciale 51° 49'), ma secondo molti storici della scienza, il rapporto aureo non era noto fino al tempo dei Pitagorici. La Grande Piramide potrebbe anche essere stata basata su un triangolo con rapporto base/ipotenusa 1:4/π (angolo facciale 51° 50').
Le proporzioni di alcune piramidi potrebbero anche essere basate sul triangolo 3:4:5 (angolo frontale 53° 8'), noto dal Papiro matematico di Rhind (c. 1650-1550 a.C.); questo fu ipotizzato per la prima volta dallo storico Moritz Cantor nel 1882. È noto che gli angoli retti erano disposti con precisione nell'antico Egitto usando corde annodate per la misurazione. Plutarco registrò, in Iside e Osiride (c. 100), che gli egiziani ammiravano il triangolo 3:4:5, e che una pergamena precedente al 1700 a.C. ha dimostrato formule quadrate di base. Lo storico Roger L. Cooke osserva che: "È difficile immaginare che qualcuno potesse essere interessato a tali condizioni senza conoscere il teorema di Pitagora", ma osserva anche che nessun testo egiziano, prima del 300 a.C., in realtà menziona l'uso del teorema per trovare la lunghezza dei lati di un triangolo e che ci sono modi più semplici per costruire un angolo retto. Cooke conclude che la congettura di Cantor rimane incerta; egli suppone che gli antichi egizi probabilmente conoscessero il teorema di Pitagora, ma "non ci sono prove che lo usassero per costruire gli angoli retti".

### India antica

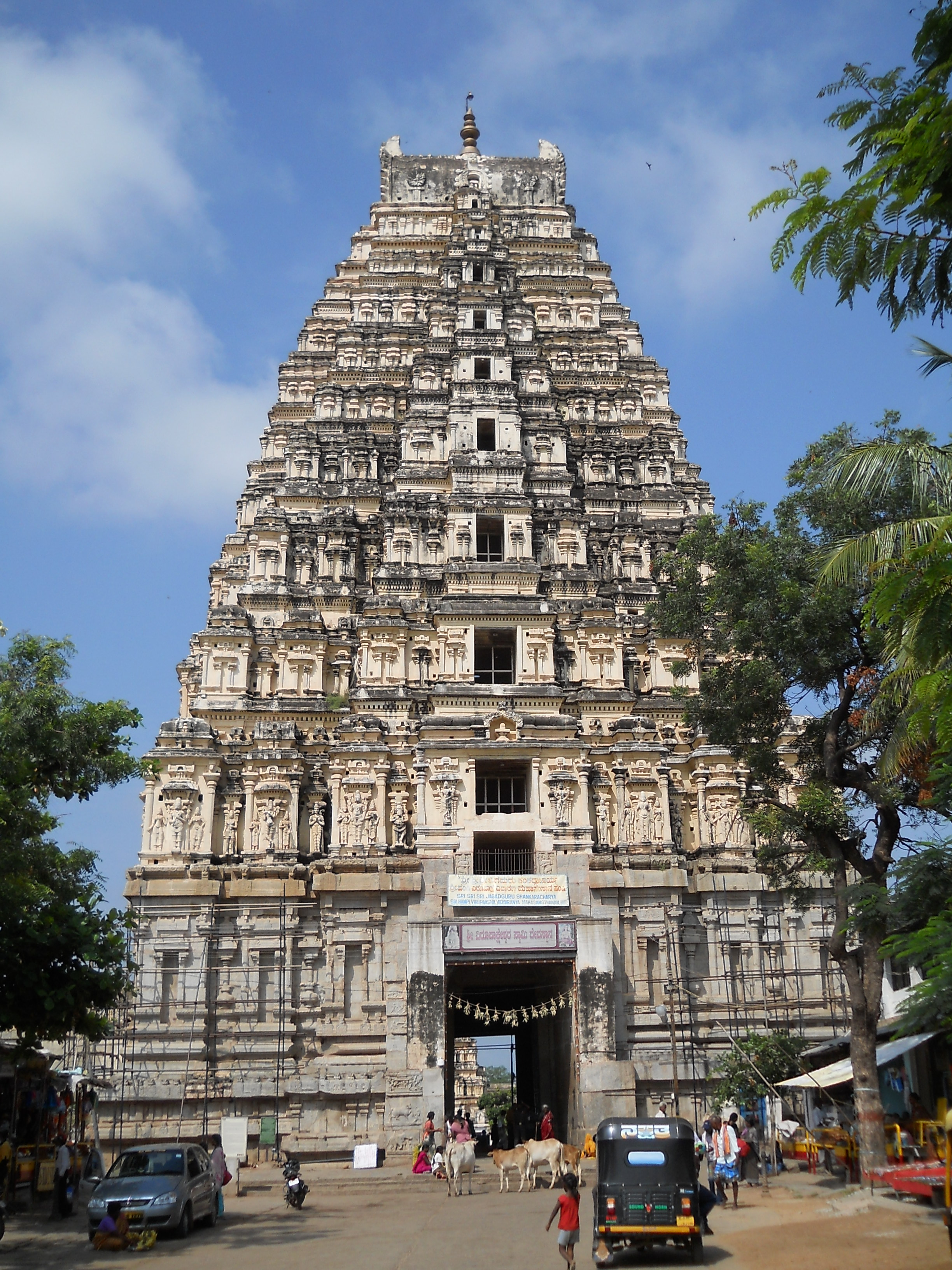
Il Gopuram del tempio indù Virupaksha ha una struttura simile a un frattale in cui le parti assomigliano al tutto.

Il Vaastu Shastra, l'antico canone indiano dell'architettura e dell'urbanistica, impiega disegni simmetrici chiamati mandala. Vengono utilizzati calcoli complessi per arrivare alle dimensioni di un edificio e dei suoi componenti. I progetti hanno lo scopo di integrare l'architettura con la natura, le funzioni relative di varie parti della struttura e antiche credenze che utilizzano modelli geometrici (yantra), simmetria e allineamenti direzionali. Tuttavia, i primi costruttori potrebbero aver scoperto proporzioni matematiche per caso. Il matematico Georges Ifrah nota che semplici trucchi con corde e pali possono essere utilizzati per disporre forme geometriche, come ellissi e angoli retti.

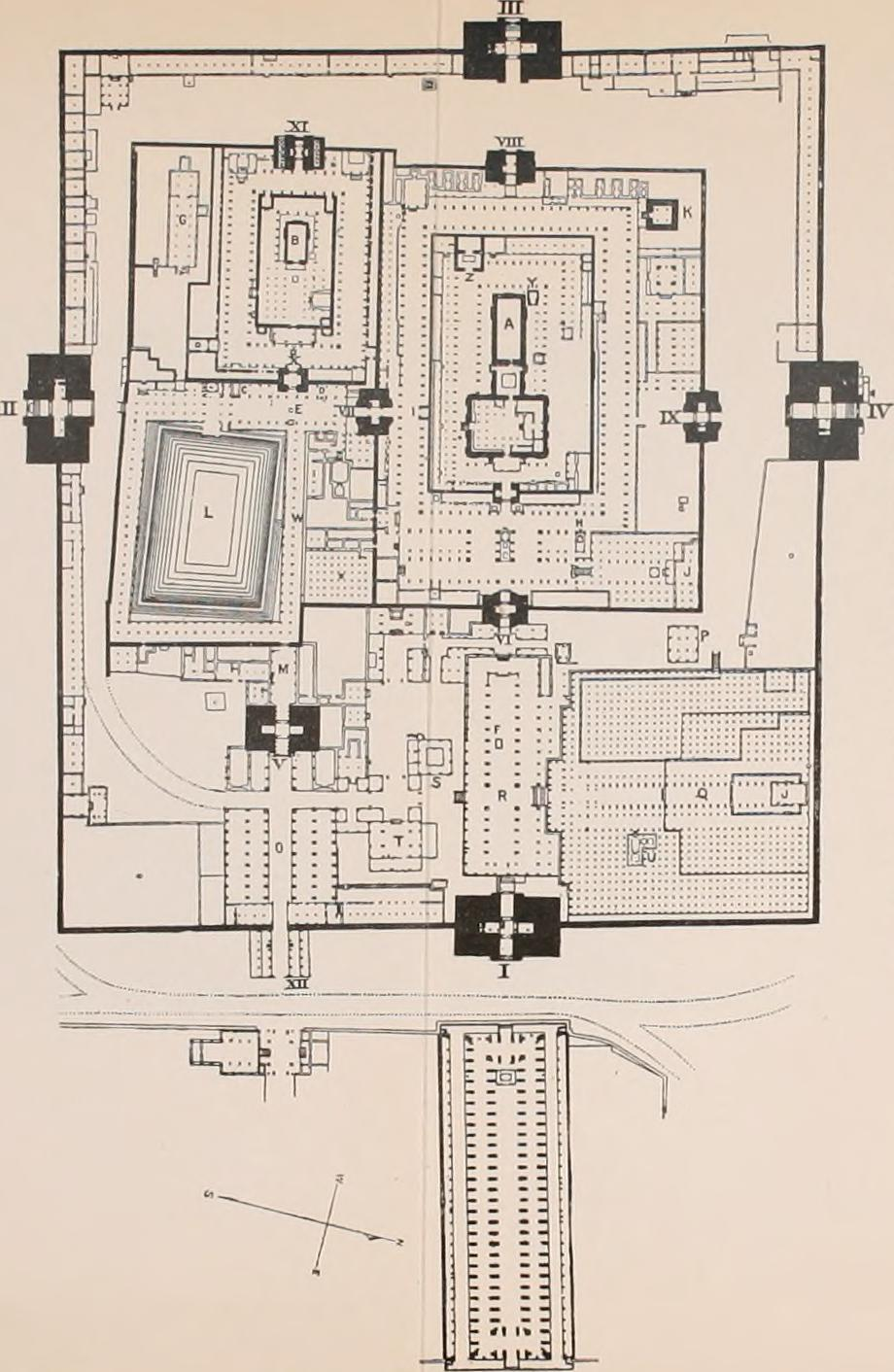
Pianta del tempio Meenakshi Amman, Madurai, dal VII secolo. Le quattro porte (numerate I-IV) sono alti gopuram.

La matematica dei frattali è stata usata per dimostrare che il motivo per cui gli edifici esistenti hanno un fascino universale e sono visivamente soddisfacenti è perché forniscono allo spettatore un senso di scala a diverse distanze di visione. Ad esempio, negli alti gopura dei templi indù come il tempio Virupaksha ad Hampi costruito nel VII secolo, e altri come il tempio Kandariya Mahadev a Khajuraho, le parti e il tutto hanno lo stesso carattere, con una dimensione frattale nell'intervallo da 1,7 a 1,8. L'ammasso di torri più piccole (shikhara, letteralmente "montagna") attorno alla torre più alta e centrale, che rappresenta il santo Monte Kailash, dimora del Signore Shiva, raffigura l'infinita ripetizione di universi nella cosmologia indù. L'esperto di studi religiosi William J. Jackson osservò il modello di torri raggruppate tra torri più piccole, esse stesse raggruppate tra torri ancora più piccole, che: 
Il tempio Meenakshi Amman è un grande complesso con più santuari, con le strade di Madura disposte attorno ad esso in modo concentrico secondo gli shastra. Le quattro porte sono alte torri (gopuram) con struttura ripetitiva simile a un frattale come ad Hampi. I recinti attorno a ciascun santuario sono rettangolari e circondati da alte mura di pietra.

### Grecia antica

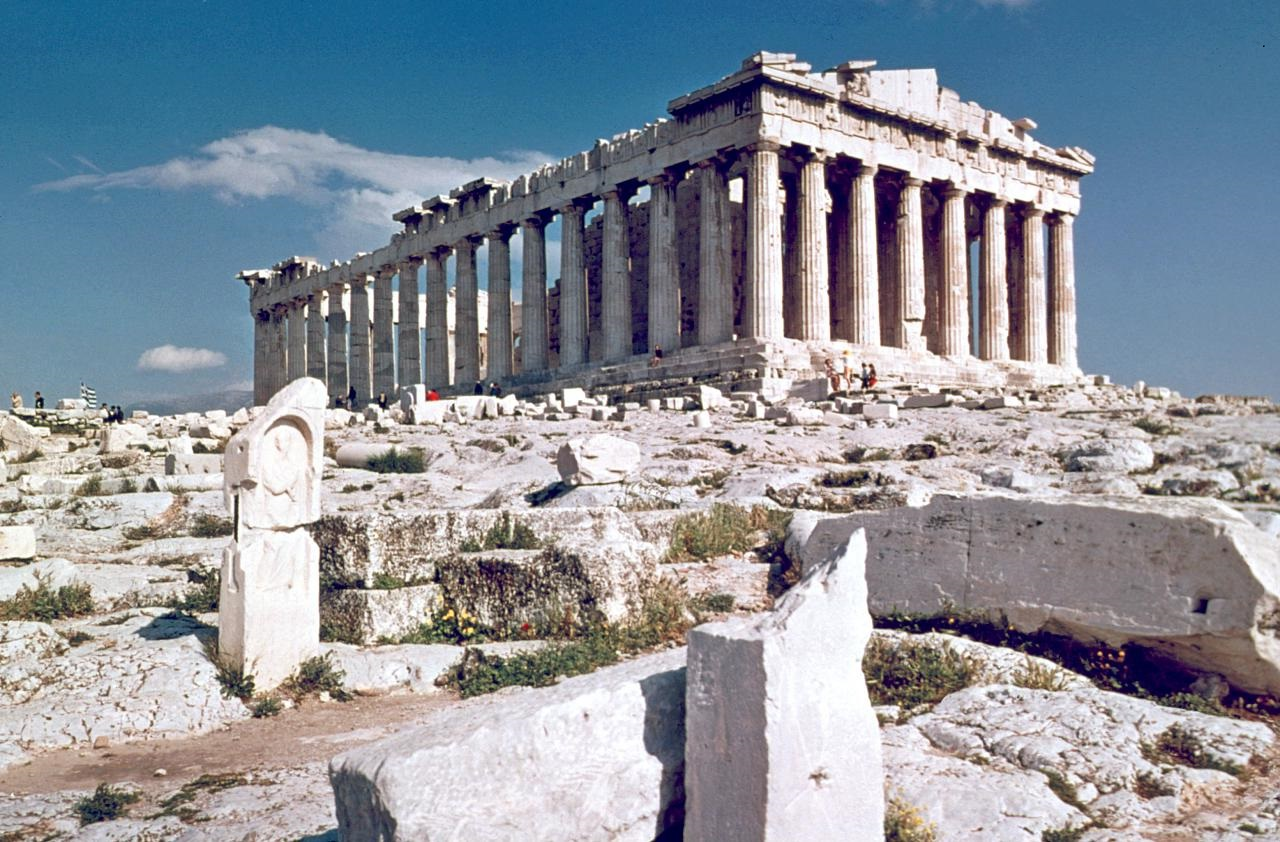
Il Partenone è stato progettato utilizzando rapporti di scuola pitagorica.

Pitagora (ca. 569 - circa 475 a.C.) e i suoi seguaci, i Pitagorici, sostenevano che "tutte le cose sono numeri". Hanno osservato le armonie prodotte dalle note con specifici rapporti di piccolo numero intero e hanno sostenuto che anche gli edifici dovrebbero essere progettati con tali rapporti. La parola greca simmetria indicava originariamente l'armonia delle forme architettoniche in rapporti precisi, dai dettagli più piccoli di un edificio fino al suo intero disegno.
Il Partenone è lungo 69,5 metri, largo 30,9 e alto 13,7 al cornicione. Ciò fornisce un rapporto tra larghezza e lunghezza di 4:9 e lo stesso tra altezza e larghezza. Mettendoli insieme si ottiene altezza: larghezza: lunghezza di 16:36:81, o per la gioia dei Pitagorici 42: 62:92. Questo imposta il modulo su 0,858 metri. Un rettangolo 4:9 può essere costruito come tre rettangoli contigui con lati nel rapporto 3:4. Ogni mezzo rettangolo è quindi un comodo triangolo rettangolo 3:4:5, che consente di controllare angoli e lati con una corda opportunamente annodata. Anche l'area interna (naos) ha proporzioni 4:9 (21,44 largo e 48,3 lungo); il rapporto tra il diametro delle colonne esterne, 1,905 metri e la distanza dei loro centri, 4, 293 metri, è anche 4:9.

Pianta del Partenone

Il Partenone è considerato da autori come John Julius Norwich "il più perfetto tempio dorico mai costruito". Le sue elaborate raffinatezze architettoniche comprendono "una sottile corrispondenza tra la curvatura dello stilobate, la rastremazione delle pareti del naos e l'entasi delle colonne". L'entasi si riferisce alla sottile diminuzione del diametro delle colonne via via che si innalzano. Lo stilobate è la piattaforma su cui poggiano le colonne. Come in altri templi greci classici, la piattaforma presenta una leggera curvatura parabolica verso l'alto per eliminare l'acqua piovana e rafforzare l'edificio contro i terremoti. Si potrebbe quindi supporre che le colonne si inclinino verso l'esterno, ma in realtà si inclinano leggermente verso l'interno in modo che se proseguissero, si incontrerebbero a circa un chilometro e mezzo sopra il centro dell'edificio; poiché hanno tutte la stessa altezza, la curvatura del bordo esterno dello stilobate viene trasmessa all'architrave e al tetto: "tutti seguono la regola di essere costruite su curve delicate".
Il rapporto aureo era noto nel 300 a.C., quando Euclide descrisse il metodo di costruzione geometrica. È stato sostenuto che il rapporto aureo è stato utilizzato nella progettazione del Partenone e di altri antichi edifici greci, nonché di sculture, dipinti e vasi. Autori più recenti come Nikos Salingaros, tuttavia, dubitano di tutte queste affermazioni. Gli esperimenti dello scienziato informatico George Markowsky non sono riusciti a trovare alcuna preferenza per il rettangolo d'oro.

### Architettura islamica

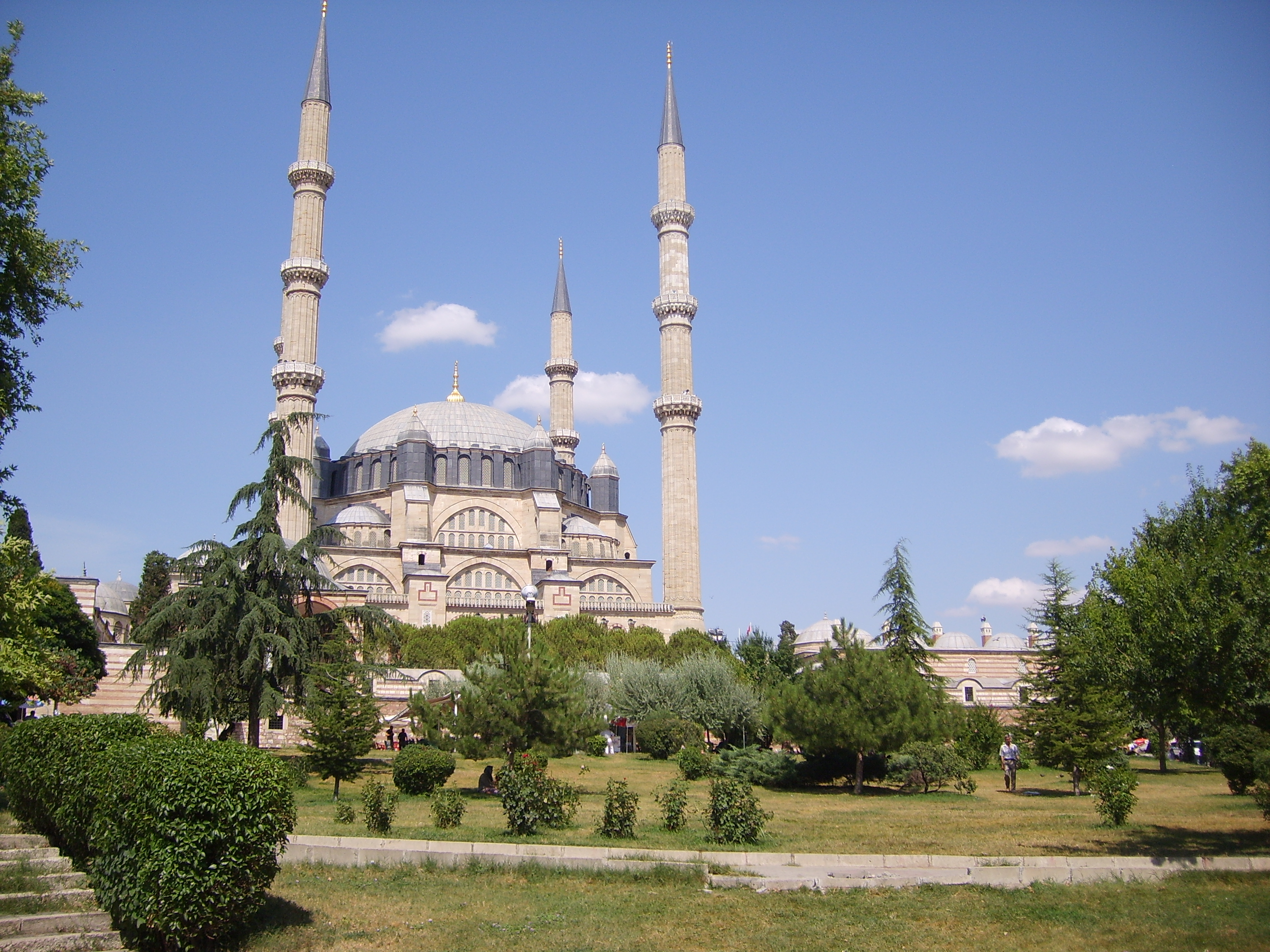
Moschea Selimiye, Edirne, 1569-1575

Lo storico dell'arte islamica Antonio Fernandez-Puertas suggerisce che l'Alhambra, come la Grande Moschea di Cordova, siano state progettate utilizzando il piede ispanico-musulmano o un gomito di circa 0,62. Nella corte dei leoni del palazzo, le proporzioni seguono una serie di sorprese. Un rettangolo con i lati 1 e {\displaystyle {\sqrt {2}}} ha (secondo il teorema di Pitagora) una diagonale di {\displaystyle {\sqrt {3}}}, che descrive il triangolo rettangolo fatto dai lati della corte; la serie continua con {\displaystyle {\sqrt {4}}} (dando un rapporto 1:2), {\displaystyle {\sqrt {5}}} e così via. I motivi decorativi sono proporzionati in modo simile, {\displaystyle {\sqrt {2}}} generando quadrati all'interno dei cerchi e stelle a otto punte, {\displaystyle {\sqrt {3}}} generando stelle a sei punte. Non ci sono prove a sostegno delle precedenti affermazioni secondo cui il rapporto aureo fosse stato usato nell'Alhambra. La Corte dei Leoni è racchiusa tra la Sala delle due Sorelle e la Sala degli Abencerrajes; un esagono regolare può essere disegnato dai centri di queste due sale e dai quattro angoli interni della Corte dei Leoni.
La moschea Selimiye di Edirne, in Turchia, è stata costruita da Mimar Sinan per fornire uno spazio in cui il mihrab potesse essere visto da qualsiasi parte all'interno dell'edificio. L'ampio spazio centrale è di conseguenza organizzato come un ottagono, formato da otto enormi pilastri e ricoperto da una cupola circolare di 31,25 metri di diametro e alta 43 metri. L'ottagono è formato in un quadrato con quattro semidomi e esternamente da quattro minareti eccezionalmente alti, 83 metri. Il piano dell'edificio è quindi un cerchio, all'interno di un ottagono, all'interno di un quadrato.

### Architettura moghul

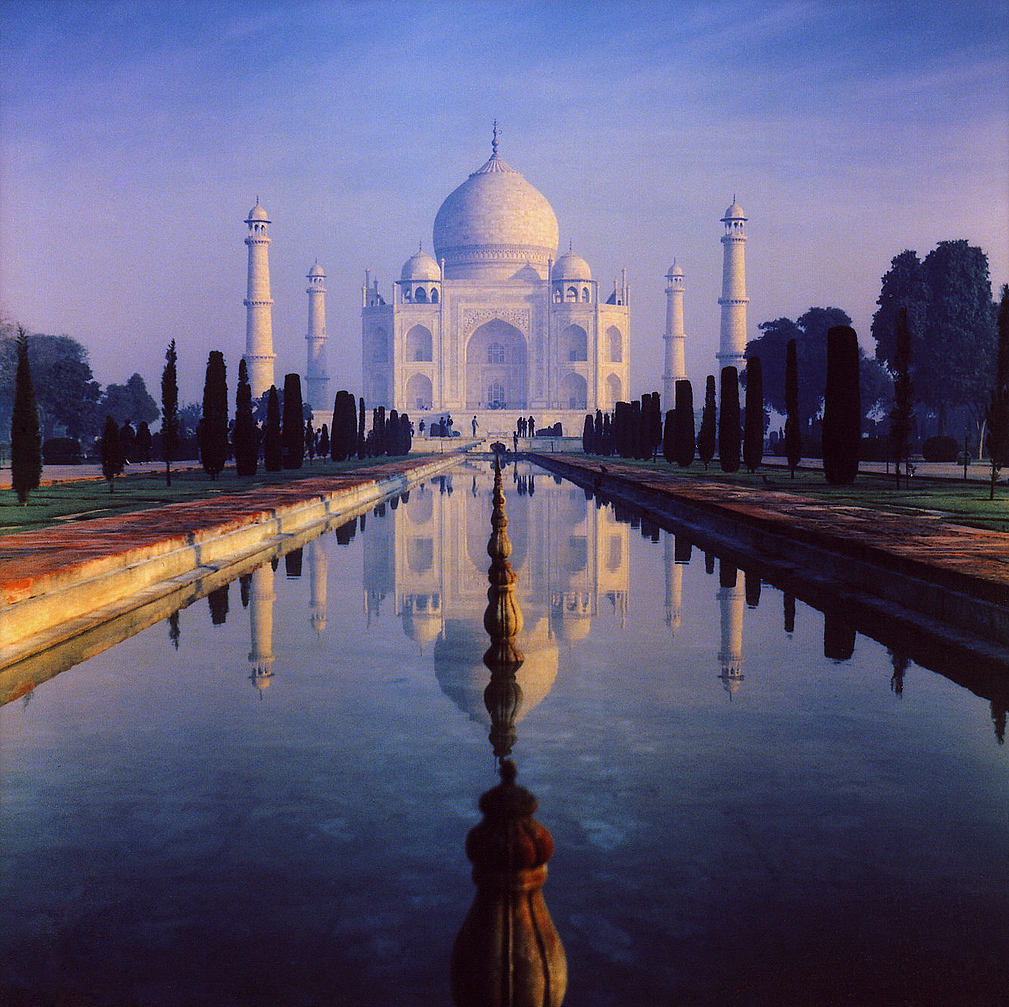
Il mausoleo del Taj Mahal con parte dei giardini del complesso ad Agra

L'architettura moghul, come si vede nella città imperiale abbandonata di Fatehpur Sikri e nel complesso del Taj Mahal, ha un ordine matematico distintivo e un'estetica forte basata su simmetria e armonia.

Il Taj Mahal esemplifica l'architettura dei moghul, sia rappresentando il paradiso sia mostrando il potere dell'imperatore Shah Jahan attraverso la sua scala, simmetria e costose decorazioni. Il mausoleo in marmo bianco, decorato con pietre dure, la grande porta (Darwaza-i rauza), altri edifici, i giardini e i percorsi formano insieme un disegno gerarchico unificato. Gli edifici includono una moschea in arenaria rossa a ovest e un edificio quasi identico, il Jawab o "risposta" a est per mantenere la simmetria bilaterale del complesso. Il charbagh formale ("quadruplo giardino") è diviso in quattro parti, che simboleggiano i quattro fiumi del paradiso e offrono vedute e riflessi del mausoleo. Questi sono divisi a loro volta in 16 parterres.

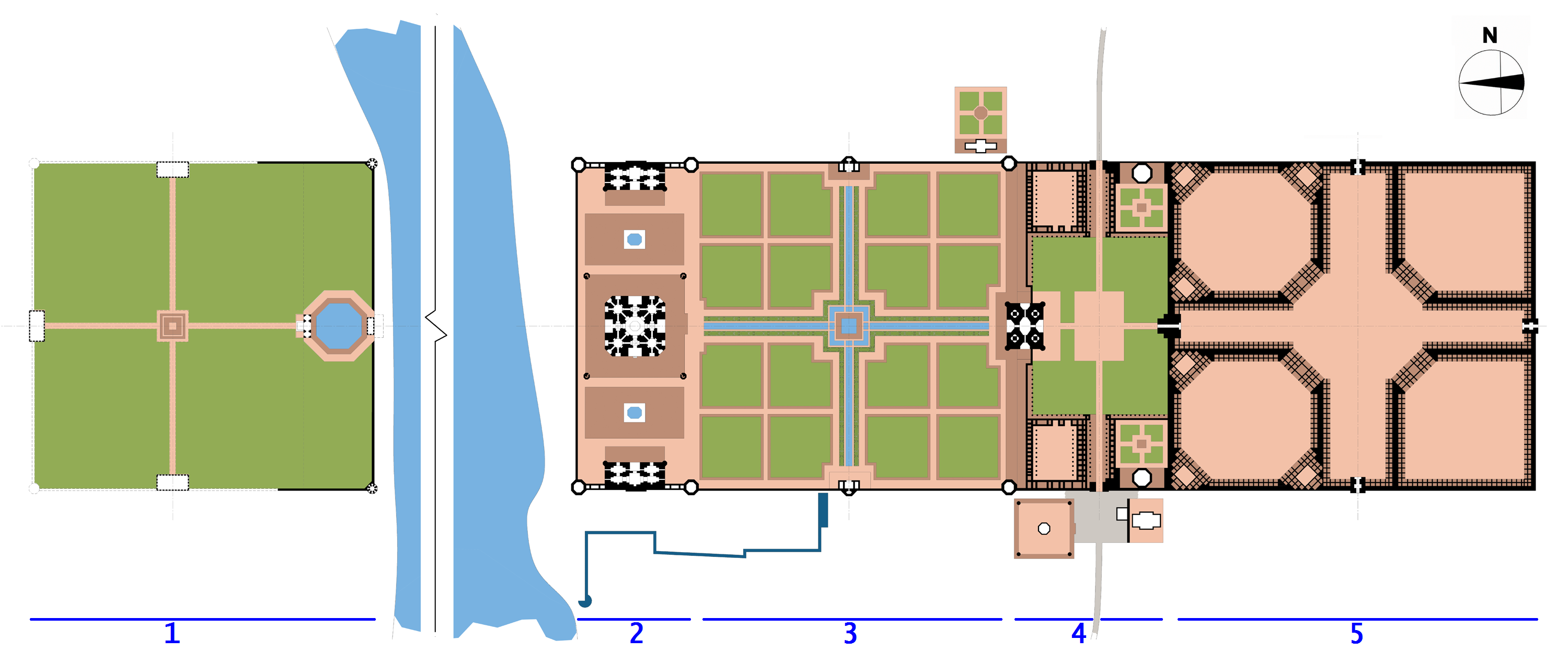
Planimetria del complesso del Taj Mahal. Il grande cancello è a destra, il mausoleo al centro, racchiuso tra la moschea (in basso) e il jawab. Il piano include quadrati e ottagoni.

Il complesso del Taj Mahal è stato disposto su una griglia, suddivisa in griglie più piccole. Gli storici dell'architettura Koch e Barraud concordano con i resoconti tradizionali che danno la larghezza del complesso è di 374 "gaz moghul", e l'area principale pari a tre quadrati di 374 gaz. Questi erano divisi in aree come il bazar e il caravanserraglio in moduli da 17 gaz; il giardino e le terrazze in moduli da 23 gaz e larghi 368 gaz (16x23). Il mausoleo, la moschea e la foresteria sono disposti su una griglia di 7 gaz. Koch e Barraud osservano che se un ottagono, usato ripetutamente nel complesso, ha lati di 7 unità, ha una larghezza di 17 unità, che può aiutare a spiegare la scelta dei rapporti nel complesso.

### Architettura cristiana
La basilica patriarcale cristiana di Haghia Sophia a Bisanzio (oggi Istanbul), costruita per la prima volta nel 537 (e ricostruita due volte), fu per mille anni la più grande cattedrale mai costruita. Ha ispirato molti edifici successivi, tra cui quello della Moschea Blu e altre moschee della città. L'architettura bizantina è costituita da una navata coronata da una cupola circolare e due mezze cupole, tutte dello stesso diametro (31 metri), con altre cinque mezze cupole più piccole che formano un'abside e quattro angoli arrotondati in un vasto interno rettangolare. Ciò è stato interpretato, dagli architetti medievali, come rappresentante il mondano sotto (la base quadrata) e il cielo divino sopra (la cupola sferica impennata). L'imperatore Giustiniano usò due geometri, Isidoro di Mileto e Antemio di Tralle come architetti; Isidoro utilizzò le opere di Archimede sulla geometria solida e fu influenzato da lui.

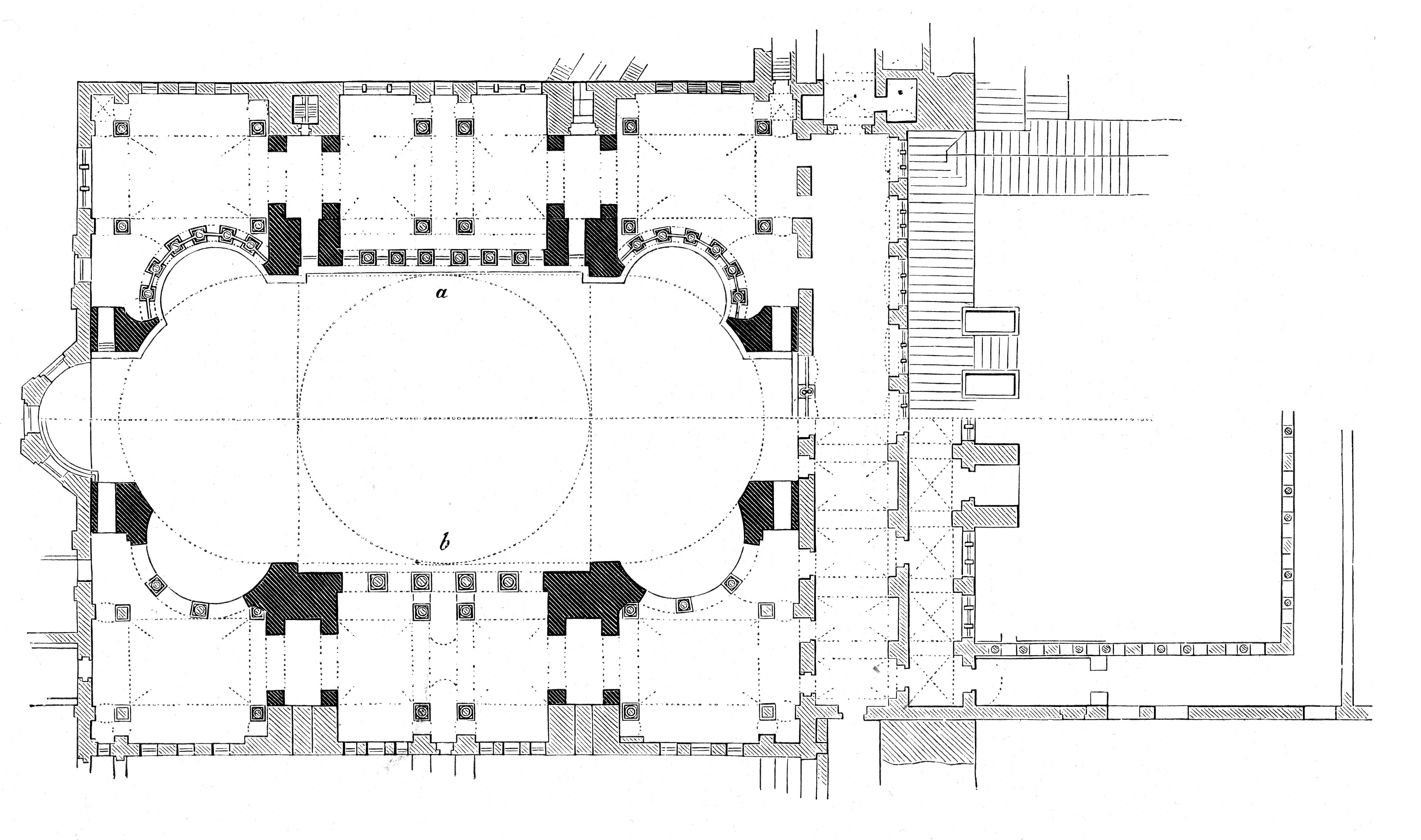
Haghia Sophia, Istanbul
a) Pianta della galleria (piano superiore a destra)
b) Pianta del piano terra (pianta inferiore a sinistra)

L'importanza del battesimo in acqua nel cristianesimo si rifletteva nell'architettura del battistero. Il più antico, il Battistero lateranense di Roma, costruito nel 440, creò una tendenza per i fonti battesimali ottagonali; il fonte battesimale all'interno di questi edifici era spesso ottagonale, sebbene il più grande battistero italiano, a Pisa, costruito tra il 1152 e il 1363, sia circolare, con un fonte ottagonale. Alto 54,86 metri, con un diametro di 34,13, ha un rapporto di 8:5. Sant'Ambrogio scrisse che i fonti e i battisteri erano ottagonali "perché l'ottavo giorno, Cristo sciolse la schiavitù della morte e ricevette i morti dalle loro tombe". Anche Sant'Agostino descrisse l'ottavo giorno come "eterno   ... santificato dalla risurrezione di Cristo". Il Battistero ottagonale di San Giovanni a Firenze, costruito tra il 1059 e il 1128, è uno degli edifici più antichi della città e uno degli ultimi nella tradizione diretta dell'antichità classica; fu estremamente influente nel successivo Rinascimento fiorentino, poiché importanti architetti tra cui Francesco Talenti, Leon Battista Alberti e Filippo Brunelleschi lo usarono come modello di architettura classica.
Il numero cinque è usato "esuberantemente" nella chiesa di pellegrinaggio del 1721 di San Giovanni Nepomuceno a Zelená Hora, vicino a Žďár nad Sázavou nella repubblica ceca, progettata da Jan Blažej Santini Aichel. La navata è circolare, circondata da cinque coppie di colonne e cinque cupole ovali alternate ad absidi ogivali. La chiesa ha inoltre cinque porte, cinque cappelle, cinque altari e cinque stelle; una leggenda afferma che quando San Giovanni Nepomuceno fu martirizzato, cinque stelle apparvero sopra la sua testa. L'architettura a cinque può anche simboleggiare le cinque piaghe di Gesù Cristo e le cinque lettere di "Tacui" (latino: "Ho mantenuto il silenzio" [sui segreti del confessionale).
Antoni Gaudí ha utilizzato un'ampia varietà di strutture geometriche, alcune delle quali minimali, nella Sagrada Família di Barcellona, iniziata nel 1882 (e non ancora completata nel 2020). Queste includono paraboloidi iperbolici e iperboloidi di rivoluzione, tassellazioni, archi catenari, catenoidi, elicoidi e superfici rigate. Questo variegato mix di geometrie si combina creativamente in diversi modi intorno alla chiesa. Ad esempio, nella facciata della Passione della Sagrada Família, Gaudí riunisce "rami" di pietra sotto forma di paraboloidi iperbolici, che si sovrappongono in cima (direttrici) senza quindi incontrarsi in un punto. Al contrario, nel colonnato ci sono superfici paraboliche iperboliche che si uniscono in modo uniforme ad altre strutture per formare superfici illimitate. Inoltre, Gaudí sfrutta schemi naturali, essi stessi matematici, con colonne derivate dalle forme degli alberi e architravi realizzate con basalto non modificato e naturalmente fessurato (raffreddandosi dalla roccia fusa) in colonne esagonali.
La Cattedrale di Santa Maria Assunta, del 1971, a San Francisco, ha un tetto a due falde composto da otto segmenti di paraboloidi iperbolici, disposti in modo che la sezione trasversale orizzontale inferiore del tetto sia quadrata e la sezione trasversale superiore una croce cristiana. L'edificio è un rettangolo di 77,7 metri su un lato e 57,9 sull'altro. La Cattedrale di Brasilia, del 1970, di Oscar Niemeyer fa un uso diverso di una struttura iperboloide; è costruita con 16 identiche travi di cemento, ciascuna del peso di 90 tonnellate, disposte in cerchio per formare un iperboloide di rivoluzione, i raggi bianchi che creano una forma simile a mani che pregano il cielo. Dall'esterno è visibile solo la cupola: la maggior parte dell'edificio è sotto terra.
Diverse chiese medievali in Scandinavia sono circolari, di cui quattro sull'isola danese di Bornholm. Una delle più antiche di queste, la chiesa di Østerlars, del 1160, ha una navata circolare attorno a una massiccia colonna circolare in pietra, trafitta da archi e decorata con un affresco. La struttura circolare ha tre piani ed era apparentemente fortificata, il piano superiore serviva per la difesa.

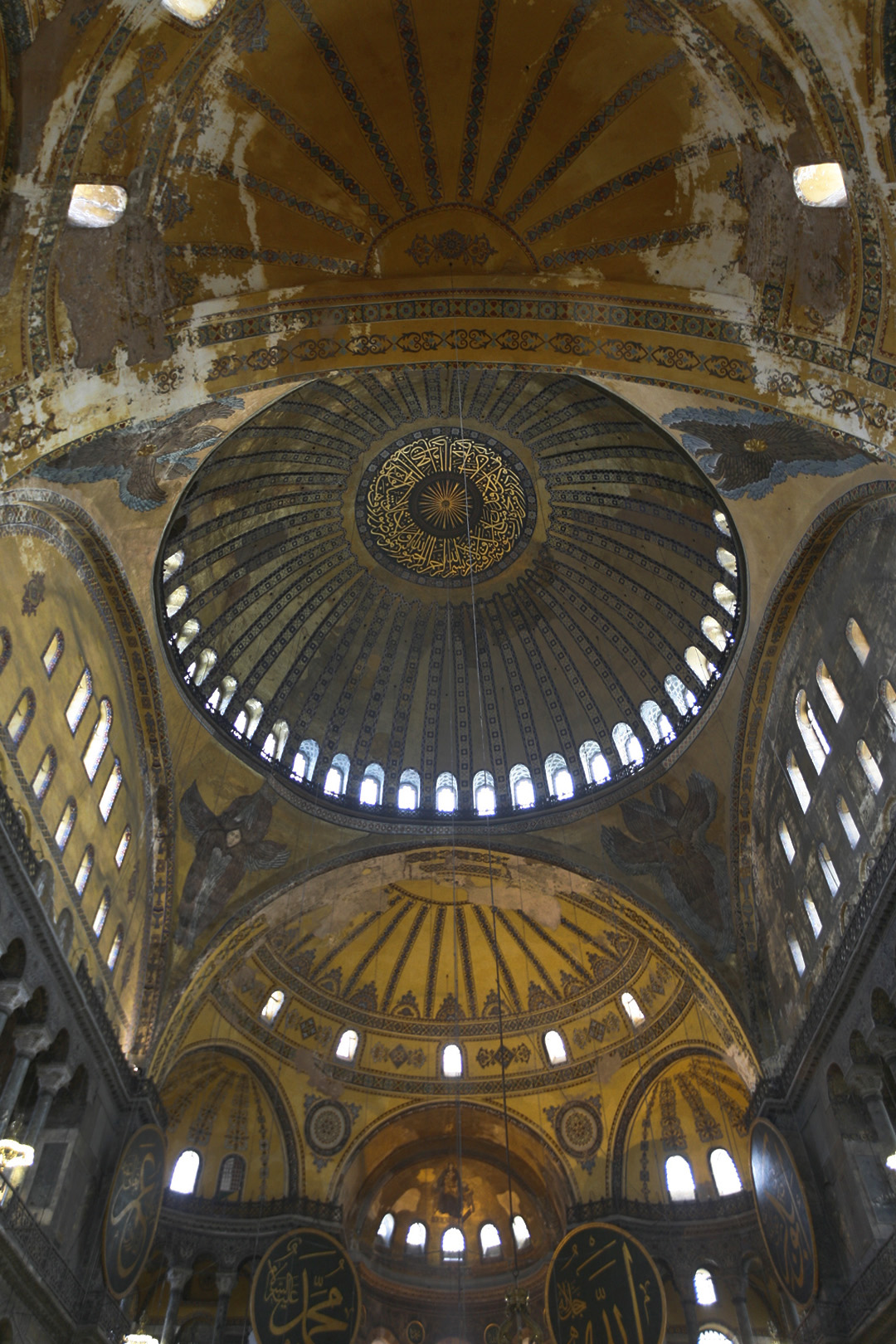
La volta della navata di Haghia Sophia, Istanbul (immagine), 562
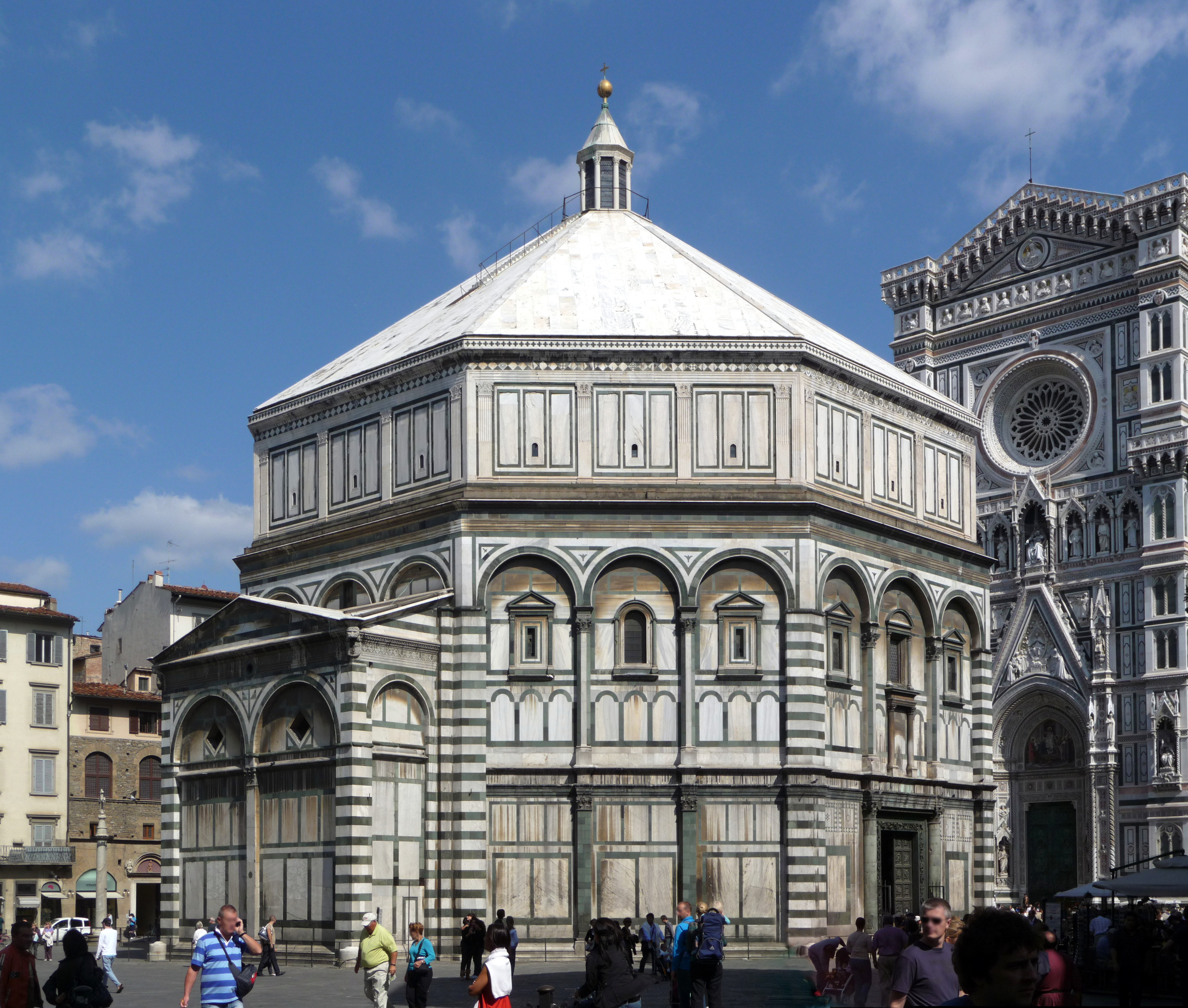
Il Battistero di San Giovanni, Firenze, completato nel 1128
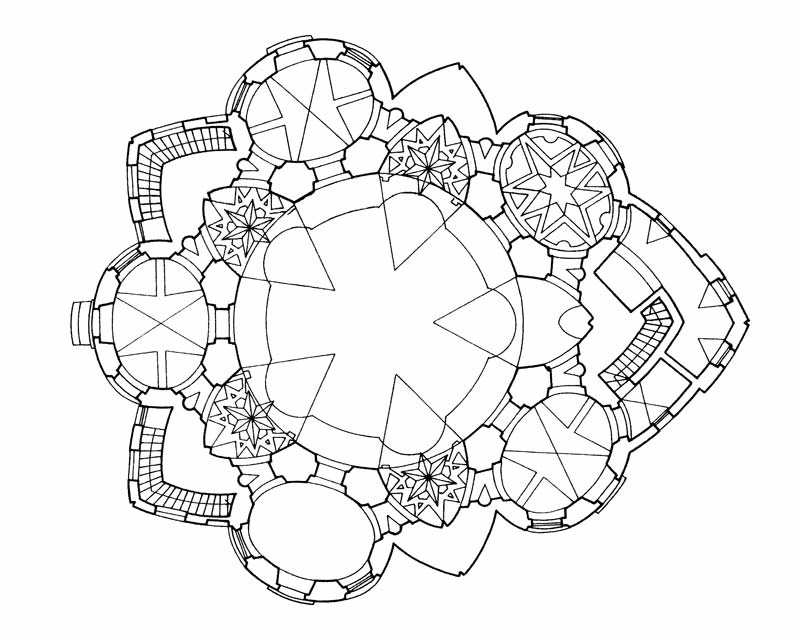
Cinque simmetrie: Santuario di San Giovanni Nepomuceno a Zelená hora, 1721
La facciata della Passione della Sagrada Família di Antoni Gaudí, a Barcellona, iniziò nel 1882
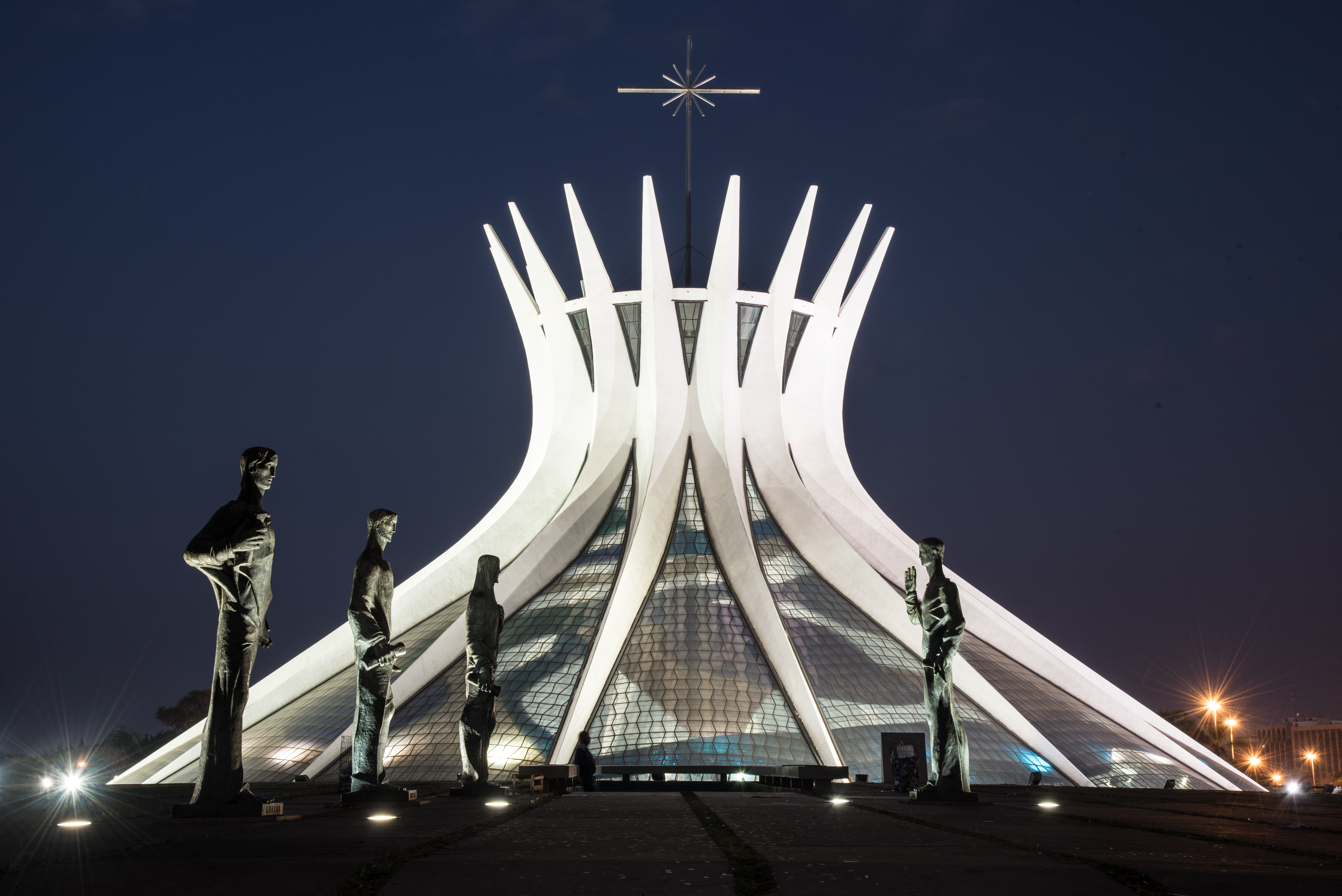
La Cattedrale di Brasilia di Oscar Niemeyer, 1970
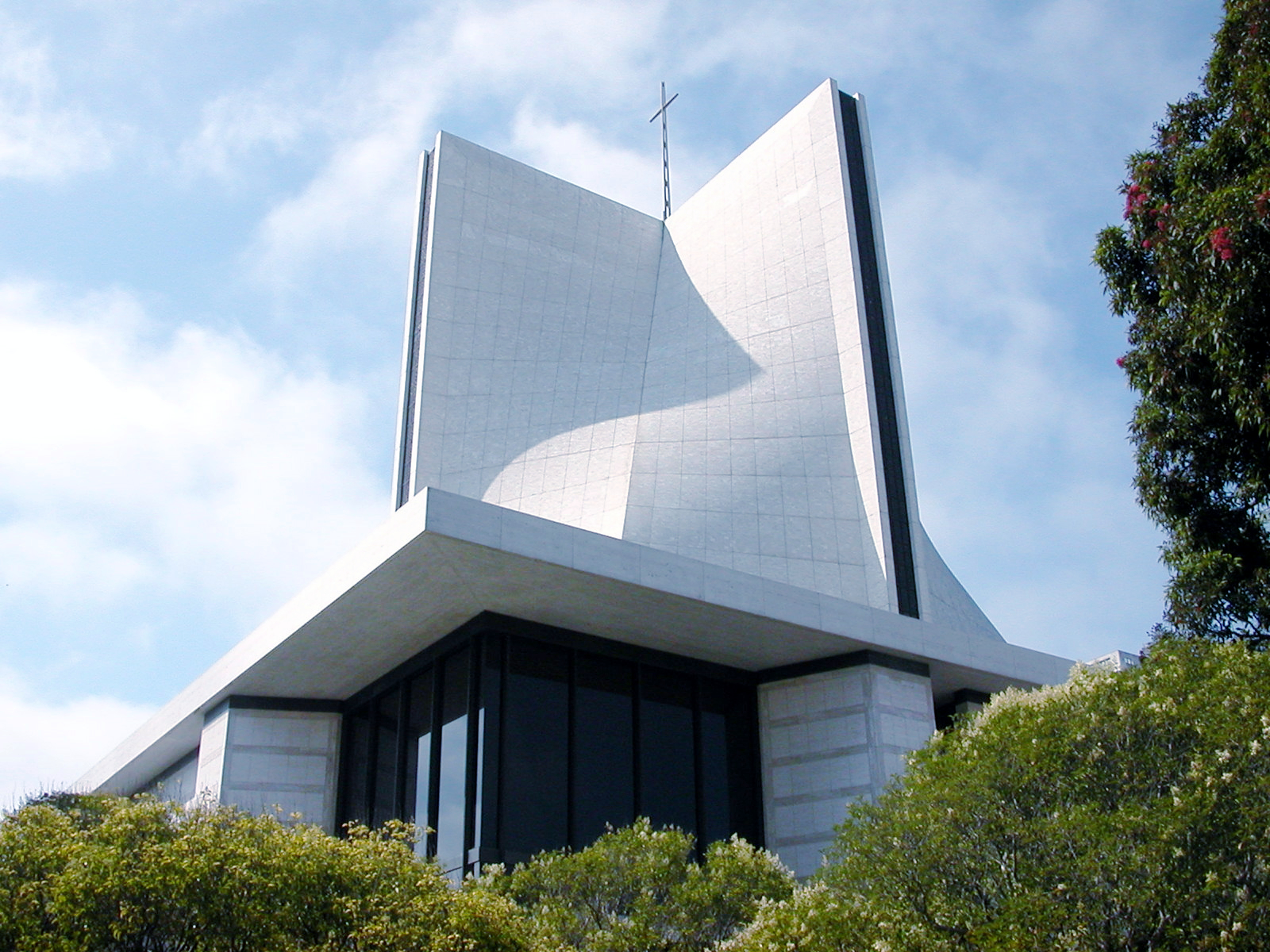
La Cattedrale di Santa Maria Assunta, San Francisco 1971
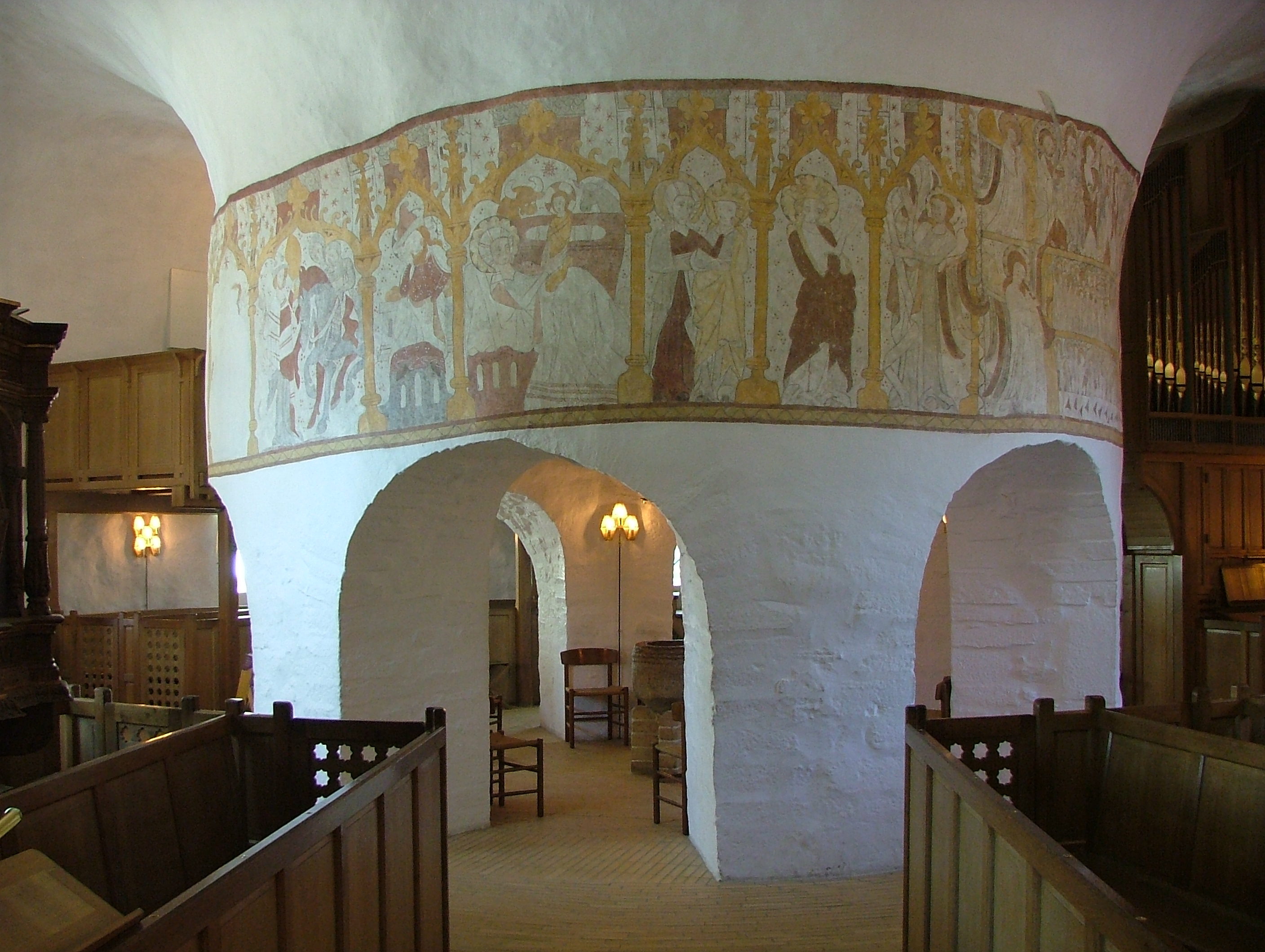
Colonna centrale della Chiesa rotonda nordica di Bornholm, Danimarca

## Decorazione matematica

### Decorazione architettonica islamica
Gli edifici islamici sono spesso decorati con motivi geometrici che tipicamente fanno uso di diverse tessellature matematiche, formate da piastrelle di ceramica (girih, zellige) che possono essere semplici o decorate con strisce. Simmetrie come stelle con sei, otto o multipli di otto punti sono usate nei modelli islamici. Alcuni di questi sono basati sul motivo del sigillo "Khatem Sulemani" o Salomone, che è una stella a otto punte composta da due quadrati, uno ruotato di 45 gradi rispetto allo stesso centro. I modelli islamici sfruttano molti dei 17 possibili gruppi di decorazione; già nel 1944, Edith Müller dimostrò che l'Alhambra faceva uso di 11 gruppi nelle sue decorazioni, mentre nel 1986 Branko Grünbaum affermò di aver trovato 13 gruppi nell'Alhambra, affermando che i restanti quattro gruppi non si trovano da nessuna parte nell'ornamento dell'Islam.

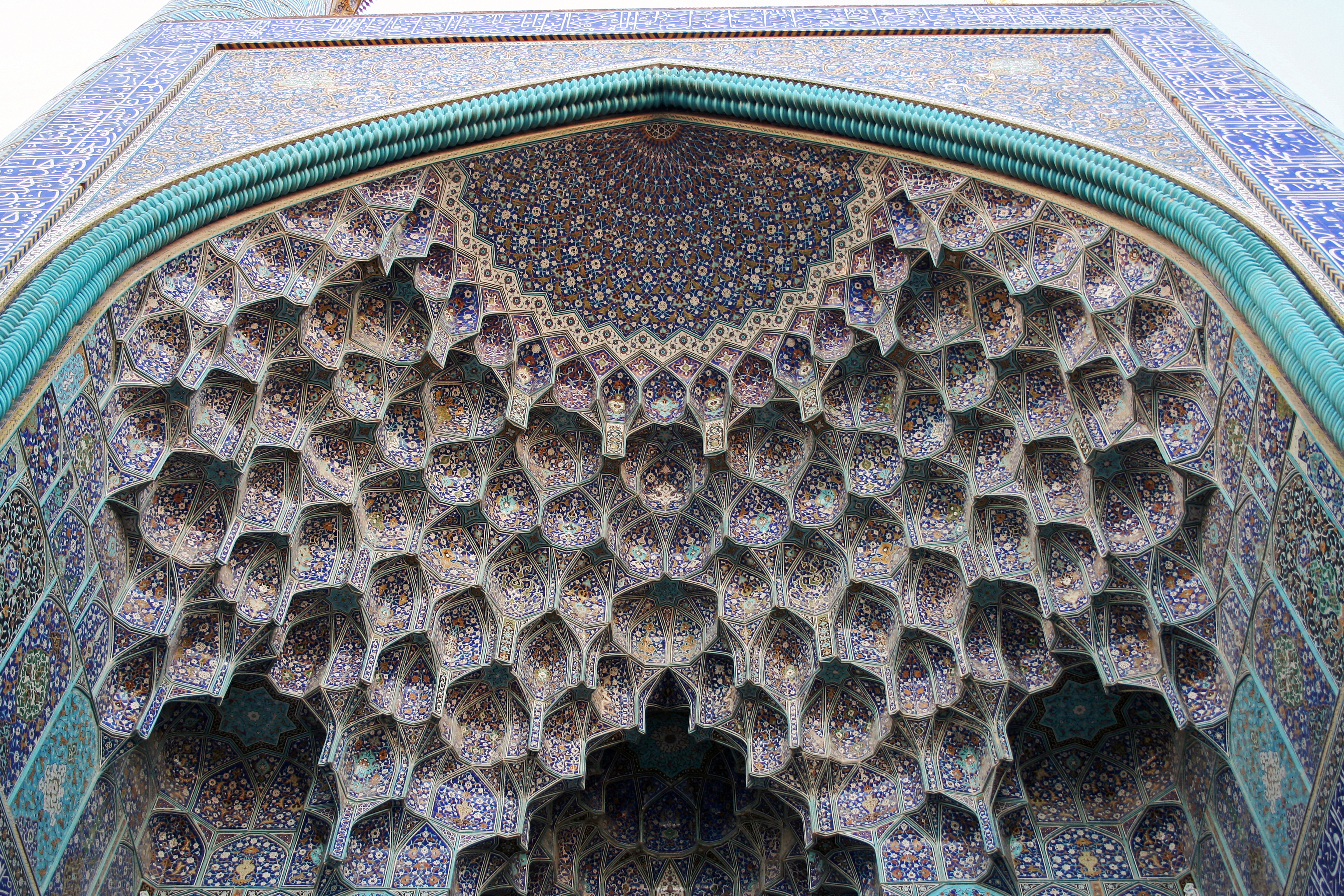
La complessa geometria e i soffitti delle volte a muqarnas nella Moschea dello sceicco Lotfollah, Esfahan, 1603-1619
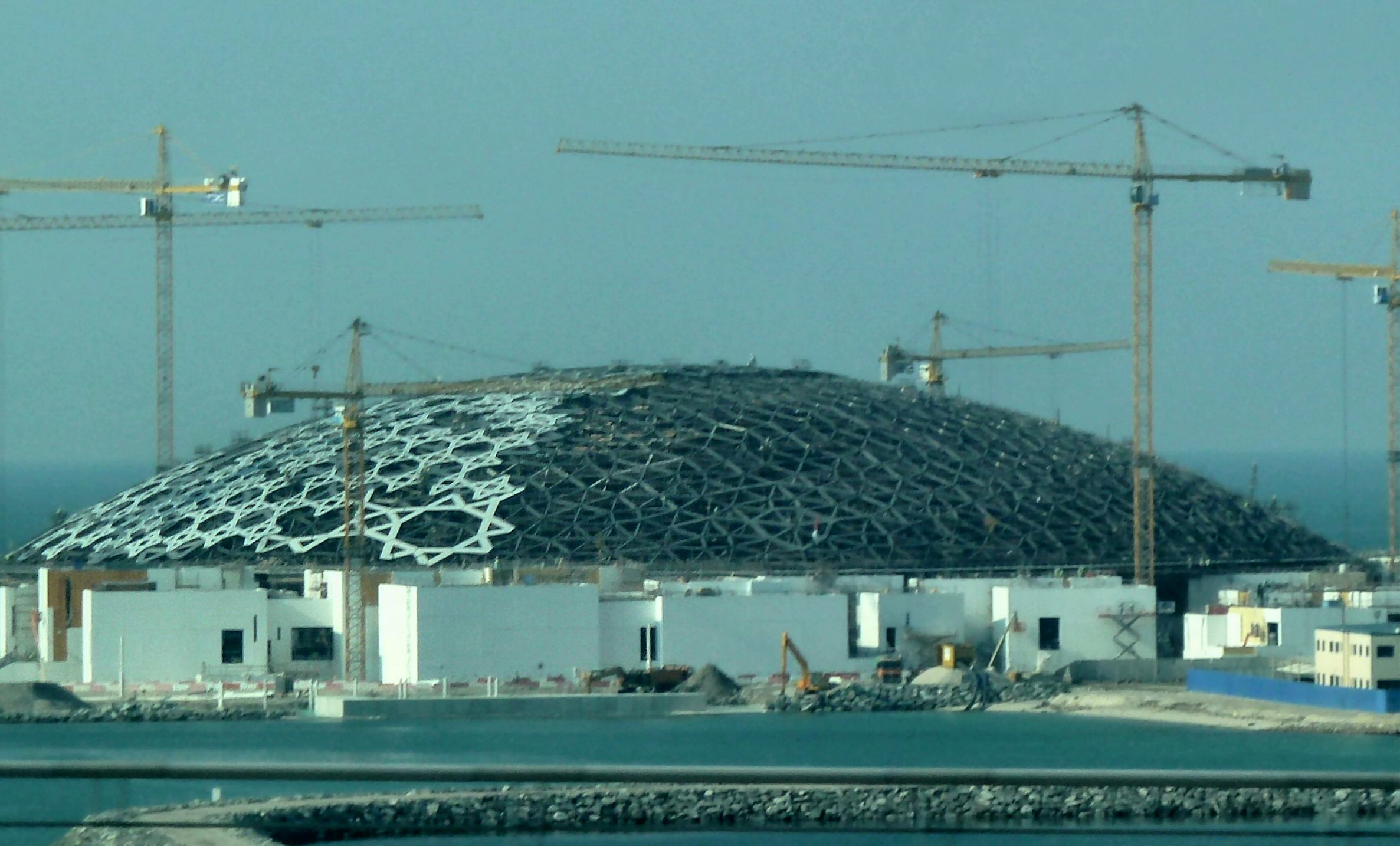
Louvre Abu Dhabi in costruzione nel 2015, la sua cupola è formata da strati di stelle fatti di ottagoni, triangoli e quadrati

### Decorazione architettonica moderna
Verso la fine del XX secolo, gli architetti hanno realizzato nuovi costrutti matematici come la geometria frattale e la piastrellatura aperiodica per fornire interessanti e attraenti coperture per gli edifici. Nel 1913, l'architetto modernista Adolf Loos aveva dichiarato che "L'ornamento è un crimine", influenzando il pensiero architettonico per il resto del XX secolo. Nel XXI secolo, gli architetti stanno nuovamente iniziando a esplorare l'uso dell'ornamento che è estremamente vario. A Reykjavík, il Centro conferenze e concerti Harpa di Henning Larsen del 2011, ha quello che sembra una parete di cristallo di roccia fatta di grandi blocchi di vetro. Il Ravensbourne College di Londra (2010), è decorato a mosaico con 28.000 piastrelle di alluminio anodizzato in rosso, bianco e marrone, che collegano finestre circolari di diverse dimensioni. La tassellatura utilizza tre tipi di tessere, un triangolo equilatero e due pentagoni irregolari. La biblioteca Kanazawa Umimirai di Kazumi Kudo crea una griglia decorativa fatta di piccoli blocchi circolari di vetro incastonati in semplici pareti di cemento.

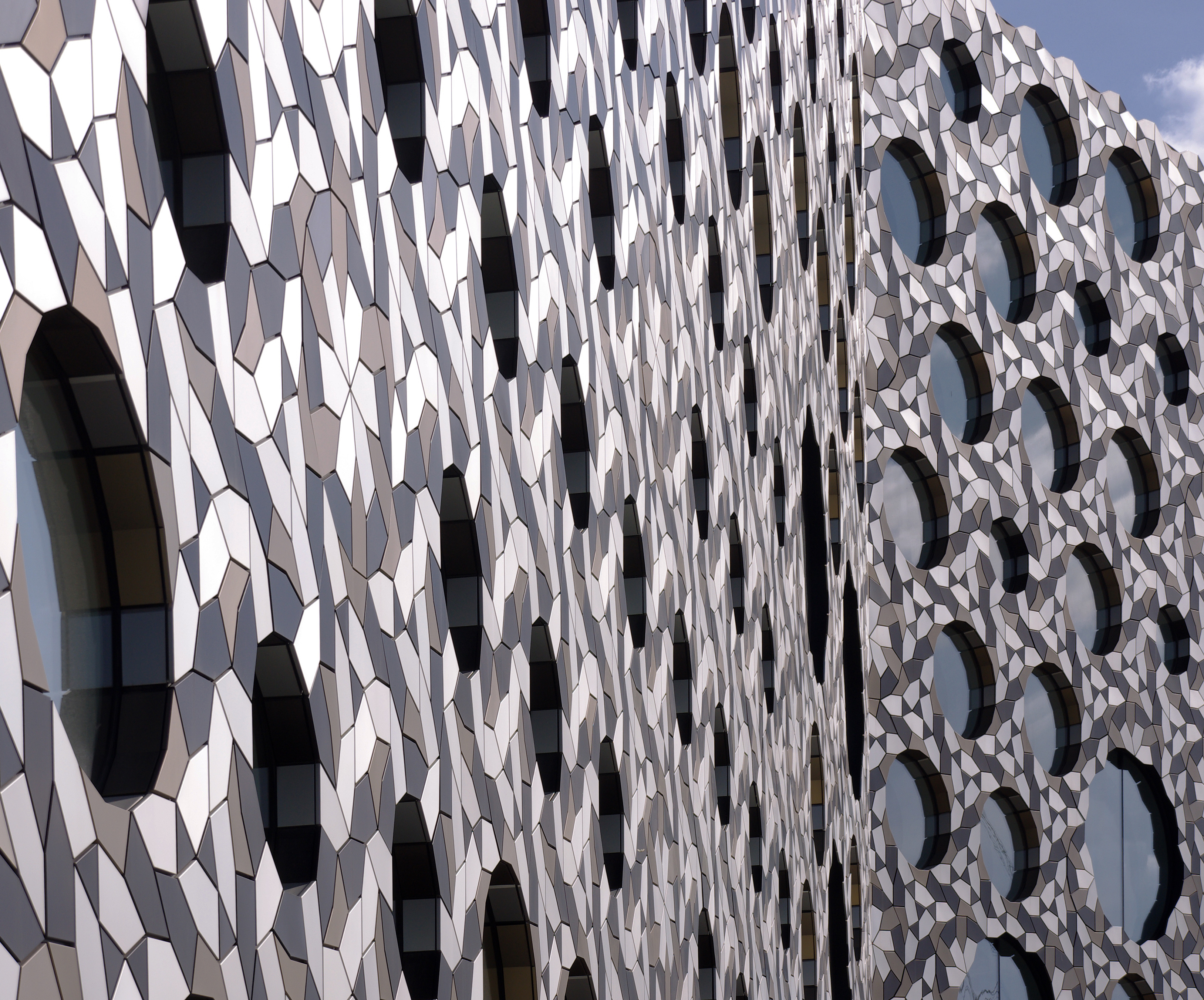
Ravensbourne College, Londra, 2010
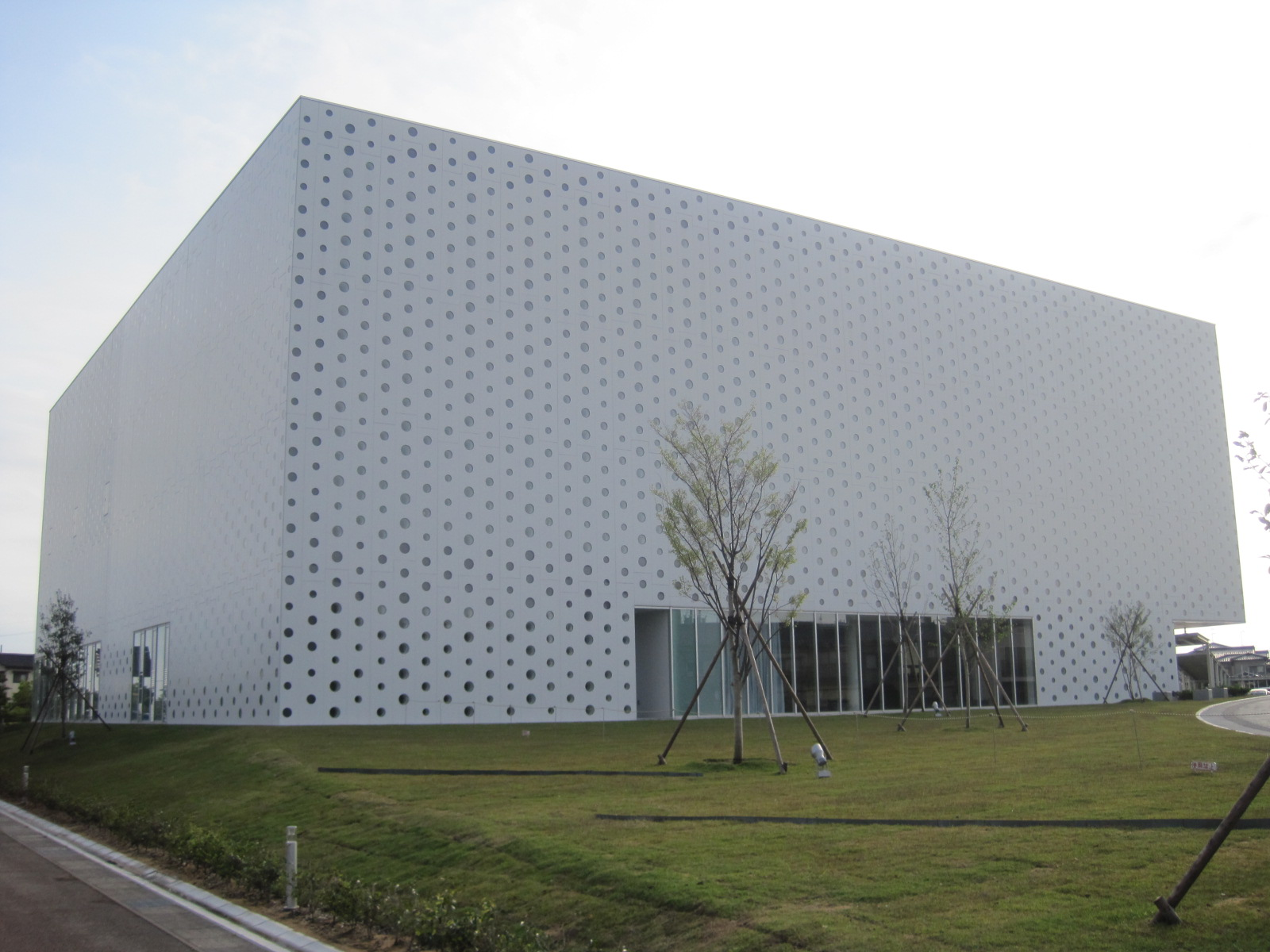
Biblioteca Kanazawa Umimirai, Giappone, 2011
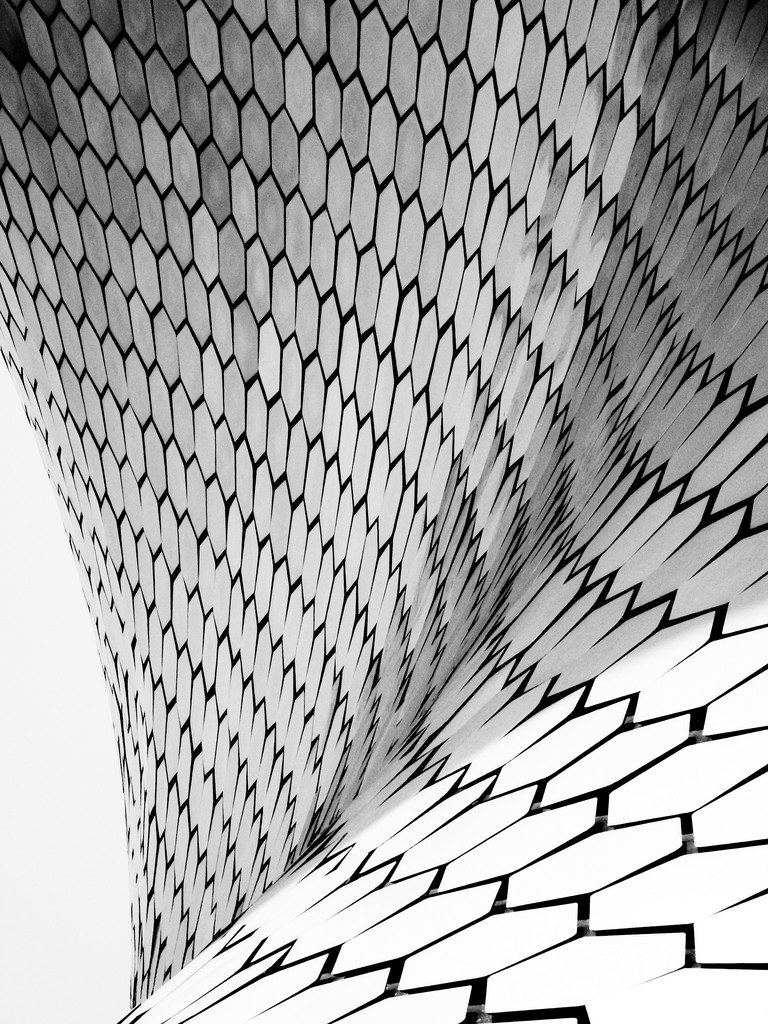
Museo Soumaya, Messico, 2011

## Difesa

### Europa
L'architettura delle fortificazioni si è evoluta dalle fortificazioni medievali, che avevano alte difese in muratura, a forti a stella simmetrici in grado di resistere ai bombardamenti di artiglieria tra la metà del XV e il XIX secolo. La geometria delle forme delle stella era dettata dalla necessità di evitare zone morte in cui la fanteria attaccante poteva ripararsi dal fuoco difensivo; i lati dei punti sporgenti erano angolati per consentire a tale fuoco di spazzare il terreno e fornire fuoco incrociato (da entrambi i lati) oltre ogni punto sporgente. Famosi architetti che progettarono tali difese comprendono Michelangelo, Baldassare Peruzzi, Vincenzo Scamozzi e Sébastien Le Prestre de Vauban.
Lo storico dell'architettura Siegfried Giedion sostenne che la fortificazione a forma di stella ebbe un'influenza formativa sulla struttura della città ideale del Rinascimento: "Il Rinascimento fu ipnotizzato da un tipo di città che per un secolo e mezzo - da Filarete a Scamozzi - fu scolpita in tutti gli schemi utopici: questa è la città a forma di stella".

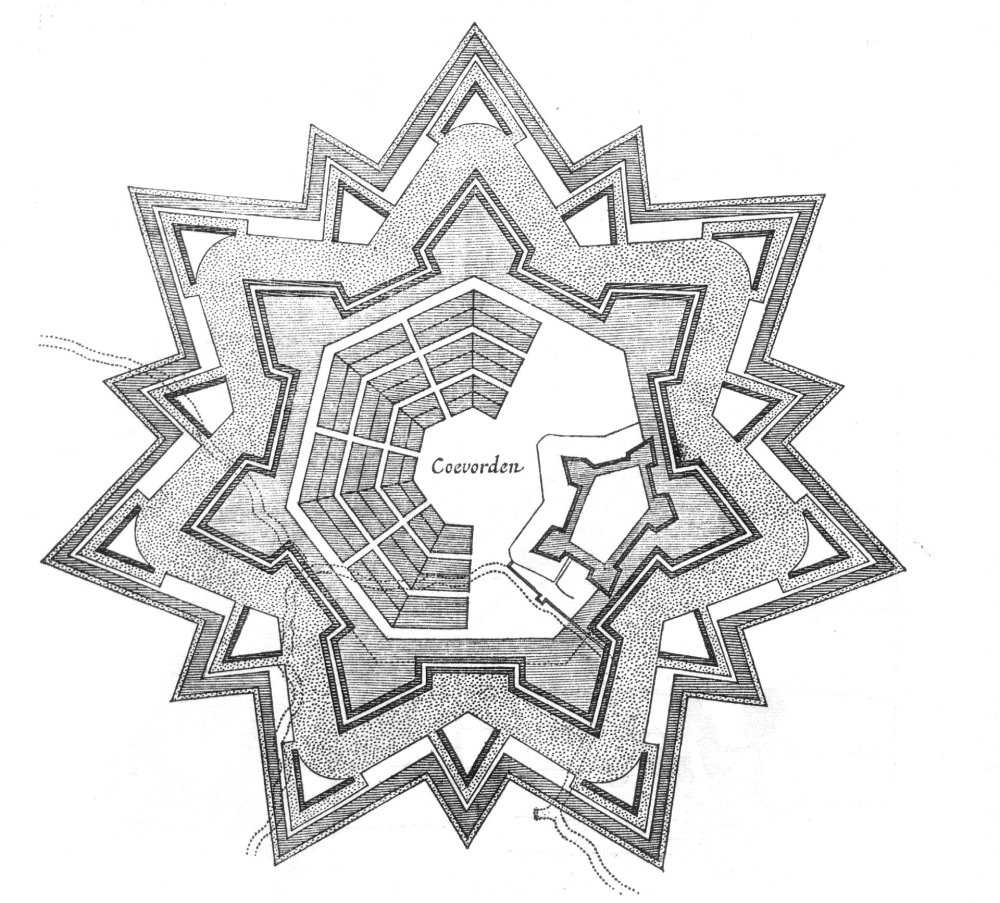
Piano di fortificazione di Coevorden, XVII secolo
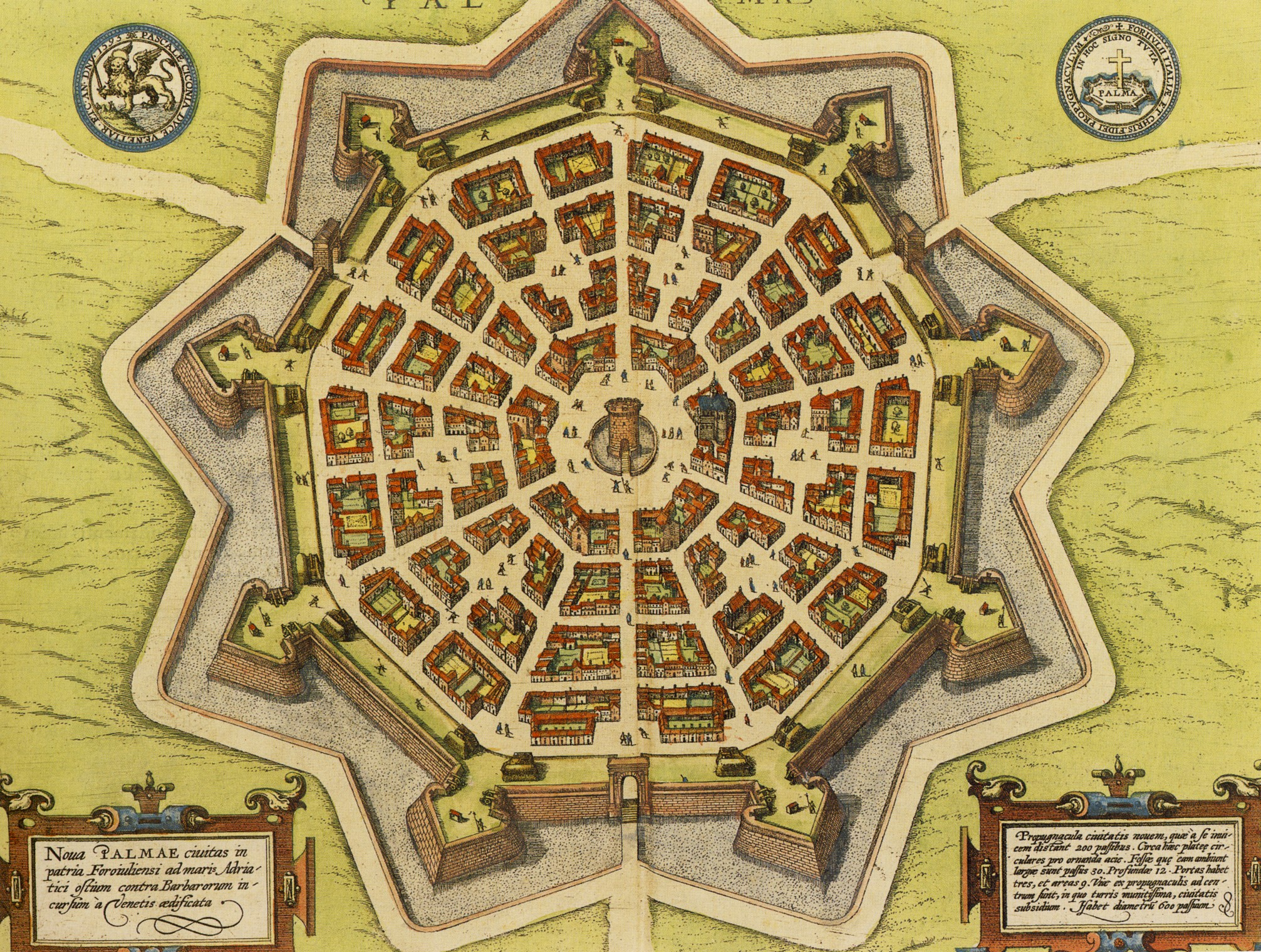
Palmanova, una città veneziana all'interno di un forte a stella, XVII secolo
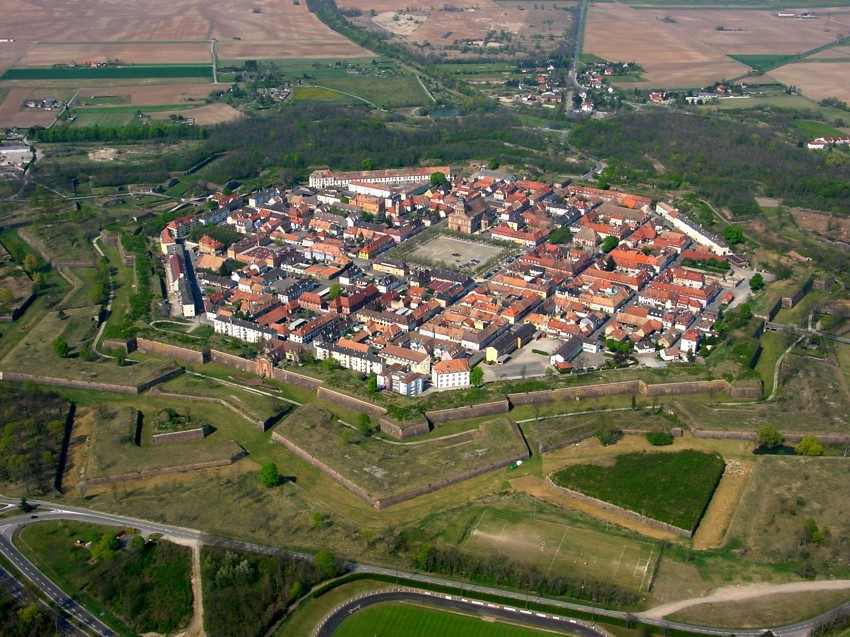
Neuf-Brisach, Alsazia, una delle fortificazioni di Vauban

### Cina

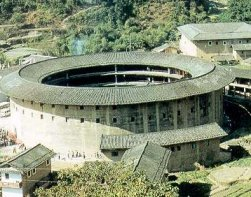
Un tulou nella contea di Yongding, provincia del Fujian

Nell'architettura cinese, i tulou della provincia del Fujian sono strutture difensive circolari con pareti prevalentemente bianche e un'unica porta di legno rivestita di ferro, alcune risalenti al XVI secolo. Le pareti sono sormontate da tetti che si inclinano dolcemente verso l'esterno e verso l'interno, formando un anello. Il centro del cerchio è un cortile acciottolato aperto, spesso con un pozzo, circondato da gallerie a graticcio alte fino a cinque piani.

## Obiettivi ambientali

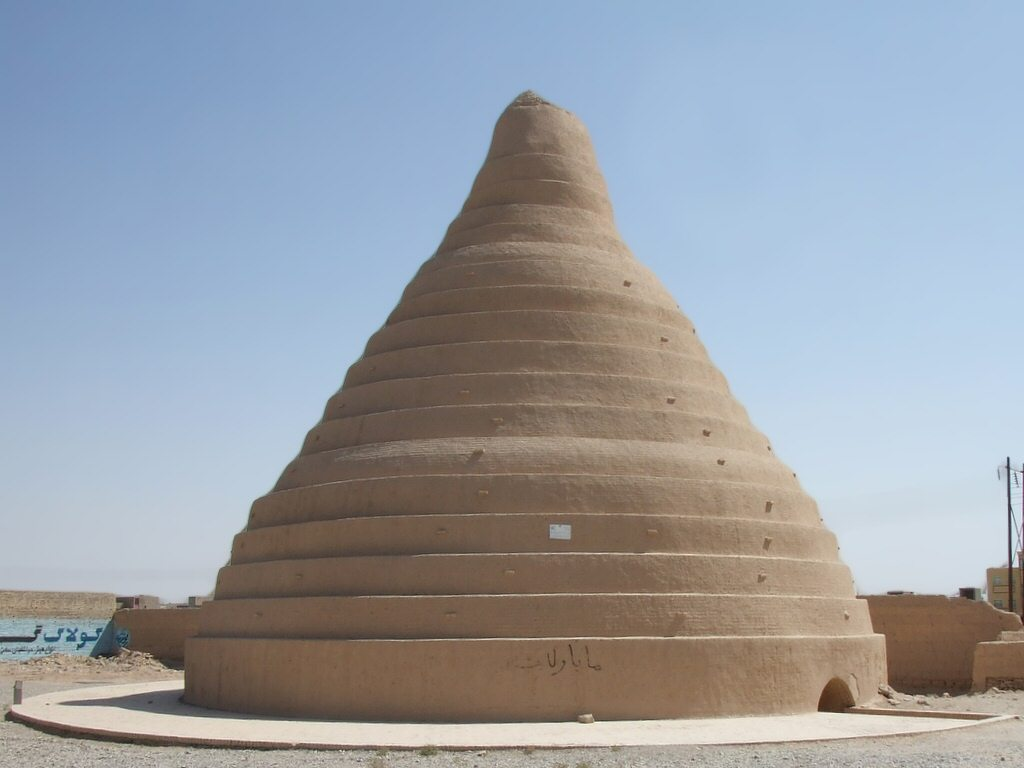
Yakhchal a Yazd, Iran

Gli architetti possono anche selezionare la forma di un edificio per soddisfare gli obiettivi ambientali. Ad esempio, la 30 St Mary Axe di Londra, progettata da Foster and Partners, conosciuta come "The Gherkin" per la sua forma simile a un cetriolo, è un solido di rivoluzione progettato usando la modellazione parametrica. La sua geometria è stata scelta non solo per motivi estetici, ma per ridurre al minimo le correnti d'aria vorticose alla base. Nonostante la superficie apparentemente curva dell'edificio, tutti i pannelli di vetro che formano la sua superficie sono piatti, ad eccezione della lente nella parte superiore. La maggior parte dei pannelli sono quadrilateri, in quanto possono essere tagliati da vetro rettangolare con meno sprechi rispetto ai pannelli triangolari.
Il tradizionale yakhchal (buca di ghiaccio) della Persia funzionava come un dispositivo di raffreddamento per evaporazione. Sopra la superficie, la struttura aveva una forma a cupola, ma aveva uno spazio sotterraneo per il ghiaccio e talvolta anche per il cibo. Lo spazio sotterraneo e la spessa costruzione resistente al calore isolavano tutto l'anno lo spazio di stoccaggio. Lo spazio interno veniva spesso ulteriormente raffreddato con le torri del vento. Il ghiaccio era disponibile in estate per conservare il faloodeh, dessert congelato.